# Vymírání na konci křídy

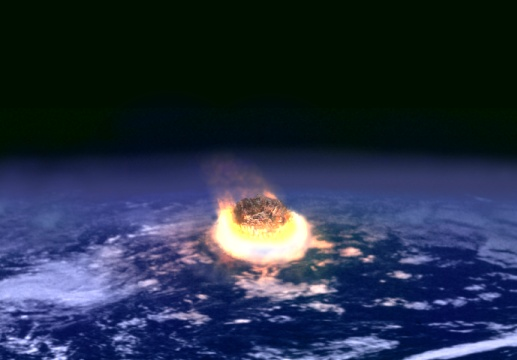
Umělecká představa dopadu asteroidu Chicxulub, jež představuje jednu z hypotéz týkajících se vymírání na konci křídy

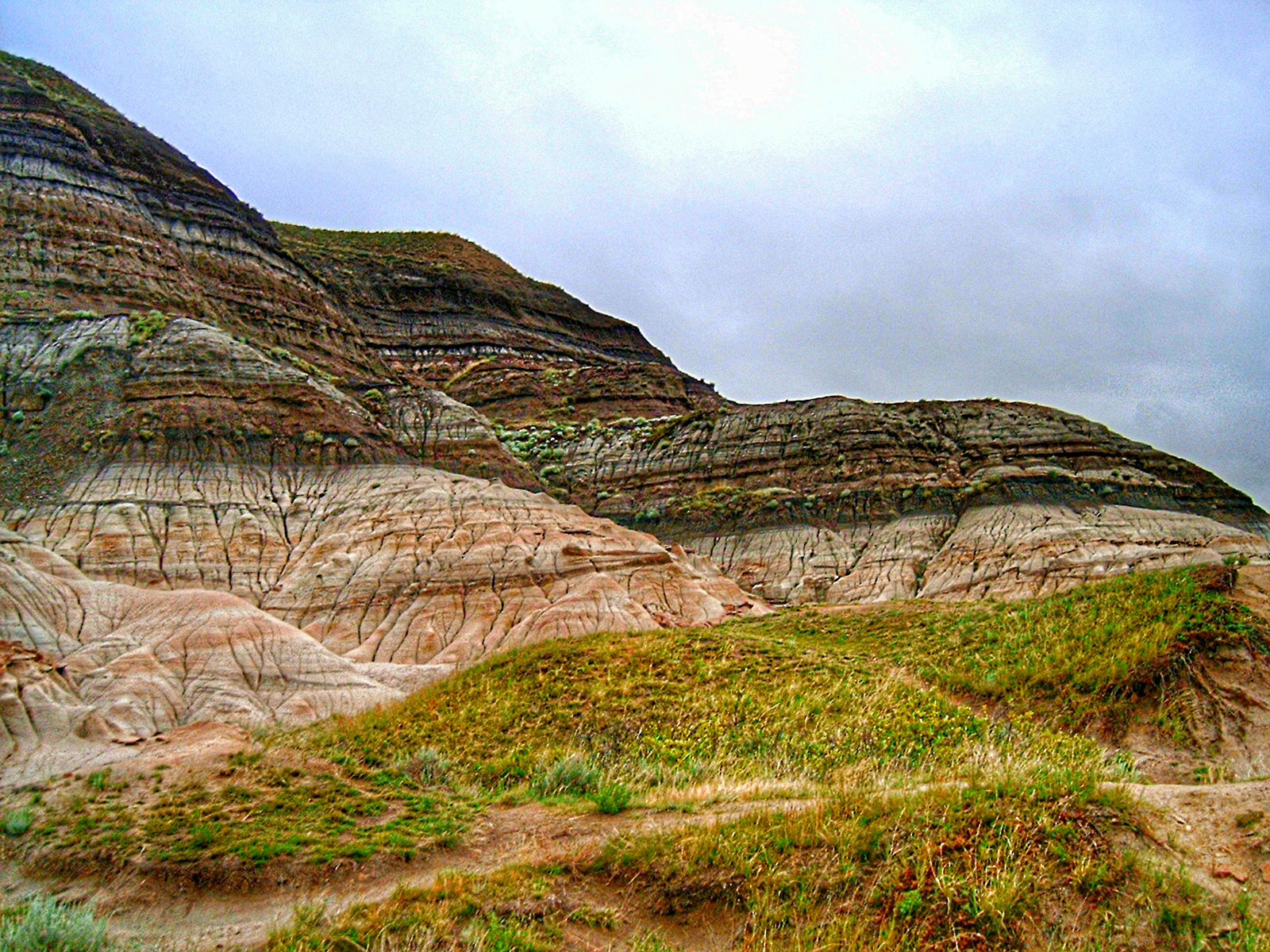
V okolí Drumheller v Albertě je dobře patrno, jak eroze obnažila 66 milionů let staré K/T rozhraní

Vymírání na konci křídy je poslední hromadné vymírání v dějinách života na Zemi, při kterém před zhruba 66 miliony lety zaniklo mnoho rostlinných i živočišných druhů, mezi nimi většina dinosaurů (kromě ptáků) a dalších velkých čtyřnožců. Vymírání se odehrálo na přelomu křídy (pozdní druhohory) a paleogénu (starší kenozoikum, dříve starší třetihory neboli terciér). Pro událost se také používá označení pomocí zkratek geologických období událost K-T či vymírání K-T a nověji vymírání K-Pg. Za nejpravděpodobnější příčinou vymírání je dnes považován dopad Chicxulubského asteroidu v době před zhruba 66,05 milionu let, jehož důkazem je Chicxulubský kráter v oblasti Mexického zálivu. Povaha vymírání byla patrně velmi destruktivní, ačkoliv o jejím průběhu se stále vedou živé debaty.
Bylo publikováno několik teorií vysvětlujících příčiny událostí na hranici křída-terciér (nověji křída-paleogén). Obvykle se soustředí na dopad kosmického tělesa (impakt planetky) – asteroidu – nebo na zvýšený vulkanismus. S teorií impaktu poprvé přišel geolog Walter Alvarez v roce 1980 a i v současnosti je nejpravděpodobnějším vysvětlením katastrofy na konci křídy. Byly však navrženy i hypotézy, které počítají s oběma katastrofami zároveň. V některých scénářích se k těmto dvěma hlavním uvažovaným příčinám přidává také snižování mořské hladiny, která podle nich způsobila změny a ztráty mořských i suchozemských stanovišť. Výhodou hypotéz, které počítají s více příčinami vymírání na konci křídy, je fakt, že způsobují mnohem silnější dopad na zemský ekosystém a činí tedy rozsáhlé extinkce u téměř všech skupin tehdejších organismů lépe představitelnější. Stále se však objevují i biotická vysvětlení pro vymírání na konci křídy, dovolávající se například působení toxických rostlin. Byť toxické prvky impakt uvolnil do prostředí.
Příčiny tohoto vymírání dosud nejsou zcela objasněné. Hypotézám napomáhá skutečnost, že bylo opravdu nalezeno několik kráterů po dopadu meteoritů, stejně jako masivní vulkanismus v Dekánské plošině datovaný do této doby (předcházel dopadu asteroidu). Takové katastrofy mohly omezit dopad slunečního záření na povrch Země a tím pádem i narušit celý potravní řetězec začínající fotosyntézou. Jindy se však přičítá vymírání na konci křídy podstatně pomalejším událostem, jako jsou změny ve výšce mořské hladiny či změn klimatu.
Časovou vzdálenost od této události lze přiblížit také následovně – pokud by se lidský život o délce 75 let zkrátil do doby jediné hodiny, pak od vyhynutí dinosaurů uplyne stále celé století (přesněji asi 100,5 roku).

## Průběh vymírání
V současné době je již plně prokázáno, že před 66 miliony let do povrchu naší planety narazil zhruba 10 až 15 kilometrů velký asteroid, jenž dopadl do oblasti současného Mexického zálivu a vyvolal celosvětovou ekologickou krizi, která vyhubila zhruba 75 % tehdejších druhů
. Dopad musel zpočátku vyvolat přinejmenším regionální katastrofu v okruhu mnoha stovek kilometrů, pravděpodobně však přivodil globální následky pro celý tehdejší ekosystém. K dopadu asteroidu došlo pravděpodobně na přelomu astronomického jara a léta (na severní polokouli, konkrétně v období dubna až června). Nasvědčují tomu rozbory aktivity hmyzu a ryb na lokalitě Tanis v Severní Dakotě. Podle některých vědeckých studií byl dopad pro tehdejší biosféru velmi smolný a nešťastný, protože asteroid se trefil do pouhých 13 % zemského povrchu s vysokým obsahem uhlovodíků a síry, které po vzedmutí vytvořily neprostupnou clonu proti slunečnímu záření a vyvolaly celosvětové drastické ochlazení, jež zdecimovalo i tu malou část života, jež dokázala ustát bezprostřední účinky dopadu. Pokud by asteroid dopadl do zbylých 87 % povrchu planety, nemusely být následky tak katastrofální.

### Časová osa dopadu asteroidu a následných událostí

#### Před dopadem

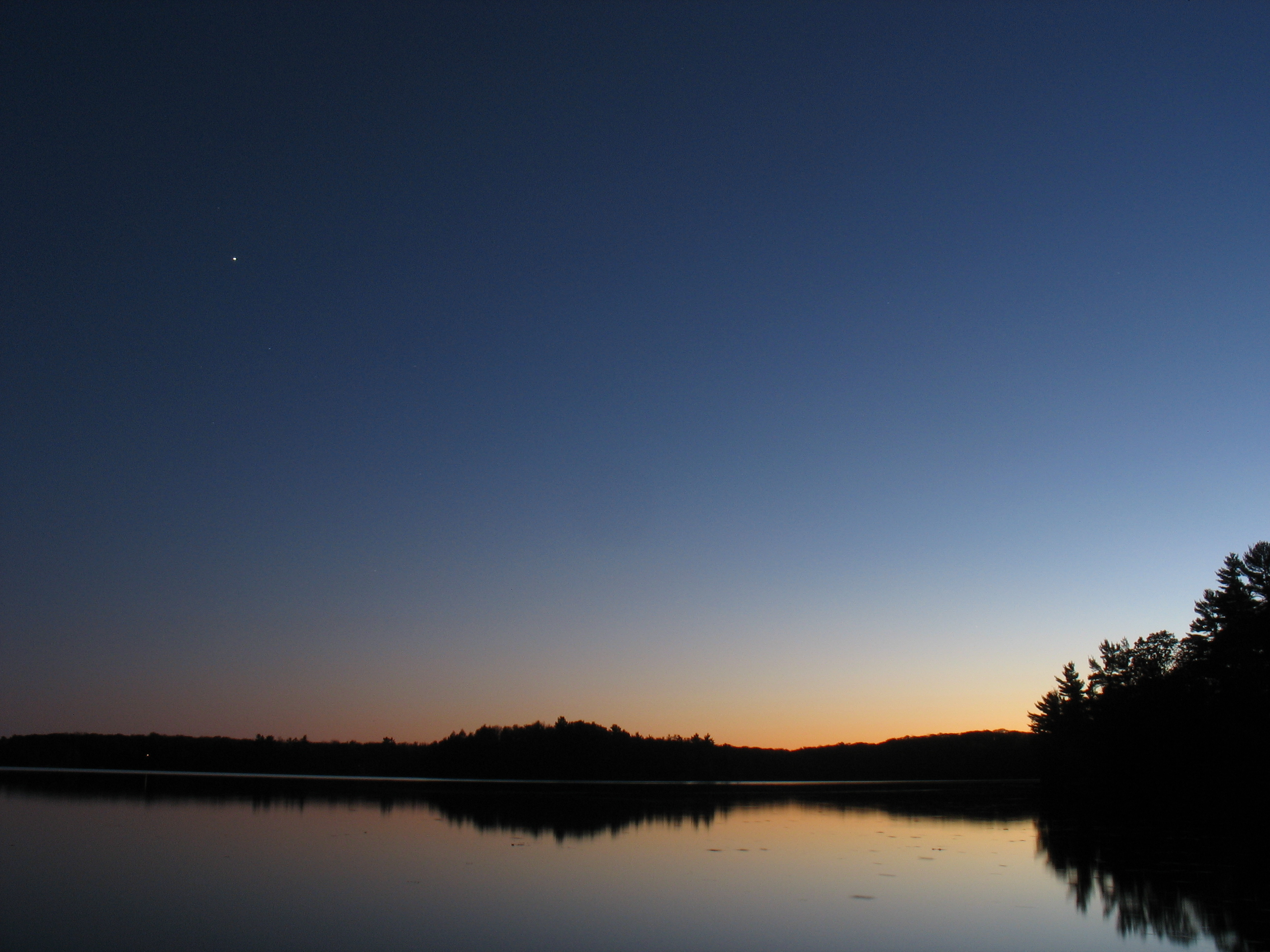
Těsně před dopadem mohl blížicí se asteroid na večerní obloze tehdejší Evropy vypadat podobně jako planeta Venuše.

Blížící se asteroid byl na obloze pozorovatelný až posledních 48 hodin před dopadem. Večer, po západu slunce, byl při pohledu směrem na západ viditelný nízko nad obzorem jako bod připomínající planetu nebo jasnější hvězdu. Vzhledem k tomu, že k zemi byl natočený převážně svojí od slunce odvrácenou stranou, byla ze země vidět jen jeho malá část a i z tohoto důvodu byl na obloze naprosto nepatrným a nejspíše i velkou část posledního dne zcela neviditelným objektem. Pro srovnání: Měsíc, jehož oběžnou dráhou asteroid při své rychlosti přibližně 70 tisíc kilometrů za hodinu prošel pět až šest hodin před nárazem do Země, je 200krát větší.
Teprve až těsně před svým dopadem se asteroid začal odlišovat od na nebi obvyklých objektů. Nejlépe ho bylo vidět na večerní obloze v Africe a Evropě. Údajně se hodně podobal večernici (planetě Venuši objevující se v určitých částech roku na obloze krátce po setmění). Pro běžného pozorovatele byl vidět jako bod na obloze, jenž pevně stojí na místě. To se však těsně před dopadem začalo měnit. Tento bod se začal velmi pozvolna pohybovat směrem k obzoru. Jeho pohyb byl snadno pozorovatelný pouhým okem a stával se postupně čím dál rychlejším. Až postupně během několika minut přeletěl oblohou a zmizel za obzorem. K místu dopadu asteroid mířil ze severovýchodu, tedy od Evropy, a dopadl na zem pod úhlem 45 až 60 stupňů.

#### Dopad
Ač měl samotný asteroid velikost jen 15 kilometrů, následky jeho dopadu byly mimořádně ničivé. V místě dopadu došlo ke generování extrémních teplot a tlaků a vznikla také silná šoková vlna, která měnila fyzikální povahu horniny v okruhu stovek kilometrů. V následujících vteřinách nastala ohromná exploze, jenž vytvořila obrovskou ohnivou kouli o velikosti (do výšky nad zemský povrch a v průměru) 200 až 500 kilometrů. Současně vzniklá tlaková vlna způsobená dopadem měla rychlost zhruba 4,5 km/s. Až do míst, kam zakřivení zemského povrchu umožňovalo vidět tuto ohnivou kouli a zejména její naprosto oslepující září srovnatelnou s výbuchem atomové bomby, tedy přibližně do okruhu 1500 km, bylo všechno okamžitě spáleno. V těchto oblastech mimořádně intenzivní světlo, nesrovnatelně více spalující než to sluneční, způsobilo každému živému tvorovi, jenž je mu byl vystaven, okamžité popáleniny. Krátce po skončení této mohutné exploze v okolí až tisíců kilometrů od místa dopadu začal v podobě meteoritů Zemi bombardovat veškerý materiál vyvržený explozí do vesmíru. Odhaduje se, že jednalo o 200 tisíc kubických kilometrů různých hornin, včetně těch ze samotného asteroidu. Pro zbytek světa představovala zkázu ovšem jiná věc: Mohutná mračna vypařených hornin stoupala do nebe a následně i do vesmíru rychlostí kolem 2,3 km/s. A právě tato mračna se stala tím nejničivějším následkem dopadu.
V Evropě byl tou dobou zatím zdánlivě poklidný večer, aniž by cokoliv nasvědčovalo tomu, co se stalo na druhé straně atlantského oceánu. První efekt, který Evropa jakožto i zbytek celého světa zaznamenala bylo třicet minut po dopadu přicházející zemětřesení o síle 4 až 6 stupňů Richterovy škály. Tím ovšem vše teprve začínalo. Během dopadu asteroidu bylo vyvrženo do vesmíru ohromné množství hmoty. V místě, které zasáhl, byla tak vysoká teplota, že veškeré horniny včetně asteroidu samotného se doslova vypařily, a poté, co se tato vypařená hmota vykatapultovala silou exploze do vesmíru, přešla zde do skupenství prachu s částicemi velikosti zrn písku.

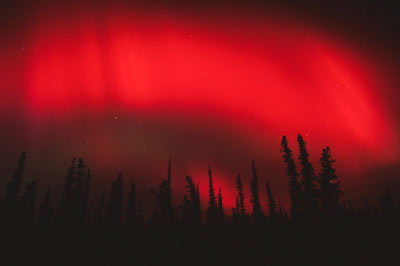
Atmosféra se vlivem částic vracejicích se z vesmíru rozžhavila do takové míry, že obloha záříla rudou barvou.

A právě tento prach se stal zkázou pro celý svět. Během několika hodin od dopadu, (v Evropě už pravděpodobně do jedné hodiny) obklopil celou planetu a hlavním problémem byl především jeho návrat z vesmíru zpět k zemi. Vzhledem k rychlosti jakou tyto drobné prachové částice vstupovaly do atmosféry, se rozžhavovaly na velmi vysoké teploty, a protože jich bylo opravdu hodně a hlavně celoplošně velmi hustě pokrývaly celou oblohu, docházelo k rychlému zahřívání horní vrstvy atmosféry, a to až na teplotu kolem 1500 °C. Horní atmosféra byla tímto procesem brzy natolik rozžhavená, že ze Země bylo možné na obloze pozorovat intenzivní rudou záři.
A toto zahřívání atmosféry se týkalo i její nejspodnější části. Velmi záhy ze začalo rychle oteplovat i na zemském povrchu. Již během desítek minut teplota překročila únosnou mez pro živé organismy a nadále rostla do velmi vysokých úrovní, srovnatelných s horkovzdušnou troubou. I na tak vzdálených místech jako je Mongolsko bylo na zemském povrchu až přes 400 °C, což pro vše živé, co nebylo skryté pod zemí nebo pod vodou, představovalo jistou smrt.

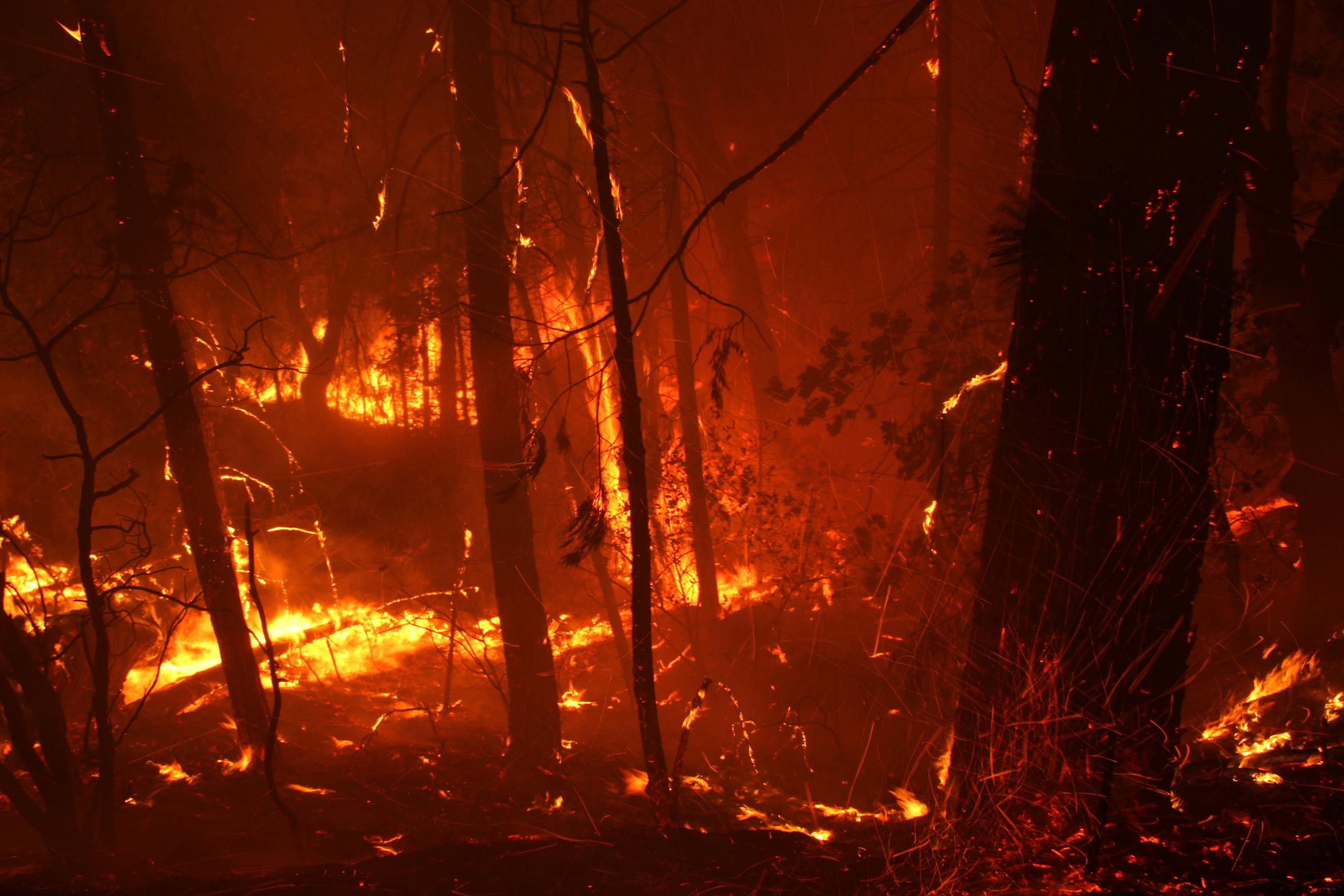
Již pár hodin od dopadu asteroidu celou zemi zachvátily požáry.

Takto vysoké teploty velmi rychle vedly ke vzniku rozsáhlých požárů. Hořely všechny lesy i jakékoliv jiné porosty. A to podstatně snadněji a rychleji, než by tomu bylo za současných podmínek, protože tehdejší atmosféra obsahovala vyšší podíl kyslíku. Jedinými místy, které se této globální ohnivé bouři vyhnuly, byly pouště a arktické oblasti. Určitou, alespoň minimální šanci přežít na zemském povrchu teoreticky měli živočichové vyskytující se na zemských pólech, obzvláště pak na tom jižním. Co se odehrálo na zemském povrchu, mělo velký vliv i na život v oceánech. Vznikly v nich oblasti s výrazným nedostatkem kyslíku, což zahubilo mnoho vodního života.
Efekt hořící oblohy oteplující zemský povrch trval jen několik hodin. Poté teplota opět rychle klesla na alespoň trochu snesitelné hodnoty a požáry postupně uhasly. Určitou záchranou zejména pobřežních oblastí mohla být s časovým odstupem několika hodin přicházející vlna tsunami vyvolaná dopadem asteroidu.

#### Fáze po požáru
Následující den bylo vše na povrchu země absolutně spálené. A nad tím vším visela obloha zatažená hustými oranžovými mraky, které zablokovaly sluneční svit do takové míry, že i uprostřed dne bylo pološero jako při soumraku. Díky extrémnímu horku během ohnivé bouře na celé zemi se do atmosféry vypařilo obrovské množství vody, a vzhledem k prudkým změnám teploty v následujících hodinách docházelo zejména nad oceány k rychlé kondenzaci a vzniku obřích, extrémně silných bouří. Toto počasí trvalo dny až týdny, než se vlivem oblohy zatemněné materiálem vyvrženým při dopadu začalo ochlazovat. Jak se tak začalo dít, intenzita bouří a srážek ustávala.

#### Fáze ochlazování

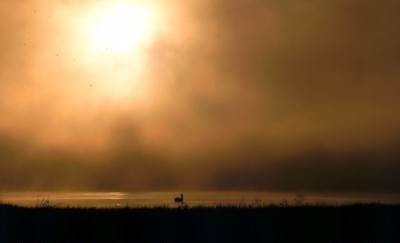
Vlivem velkého množství prachu a síry v atmosféře měla obloha výrazně žlutý nádech a množství slunečního svitu dopadajícího na zemský povrch bylo sníženo až o 20%.

S odstupem týdnů se navzdory létu, které na severní polokouli právě nadcházelo, začal projevovat vliv ohromného množství síry, jež se vlivem dopadu asteroidu uvolnilo do atmosféry. Zemská atmosféra nasycená sírou odrážela většinu dopadajícího slunečního záření pryč od zemského povrchu, což mělo ničivý efekt na přeživší rostliny závislé na fotosyntéze a mořský fytoplankton. Jedním z dalších problémů pro život v následujících mohl být taktéž kyselý déšť. Tato kyselost následně přecházela i do oceánů, což ještě více poškodilo celý ekosystém. Po dopadu asteroidu byly taktéž povrchové vody zamořeny prvky dusíku, což vedlo k přemnožení řas a sinic. Bylo jich takové množství, že jejich vrstva údajně plošně pokrývala všechny oceány i moře. A právě tyto přemnožené sinice a řasy velmi škodily podvodnímu životu.
I když se obloha poměrně rychle očistila od dýmu z požárů a postupně se projasnila, sluneční svit dopadající na zemský povrch byl vlivem síry v atmosféře výrazně oslabený. Což způsobilo nevyhnutelné klesání teploty. Místo léta přišlo spíše podzimní počasí, jenž poté přešlo rovnou do toho zimního. Teploty klesly pod bod mrazu, začalo sněžit a nastala typická zima.
A toto zimní počasí se postupně posunovalo čím dál více i do blízkosti rovníku. Až to zašlo tak daleko, že sníh a mráz byl i v jeho blízkém okolí. Pouze přímo na rovníku se teplota dokázala dlouhodobě udržet nad bodem mrazu. Ani zde však nebylo nějak teplo. Obvyklá teplota v rovníkových oblastech se pohybovala pouze kolem pěti stupňů. Těsné okolí rovníku bylo ale to jediné místo na zemi, kde byly ze spálené země schopné opět vyrůst alespoň nějaké rostliny a tím vytvořit biotop, v němž někteří většinou zpravidla drobní živočichové dokázali přežít. Výzkumy ze severodakotské oblasti Danis a Nového Zélandu dokládají, že tato základní obnova vegetace, kdy převládaly hlavně pyrofytní druhy kapradin trvala odhadem 2 až 4 roky od dopadu.
Předpokládá se, že globálně došlo oproti původním hodnotám před dopadem k poklesu světové teploty až o 26 stupňů. Což vedlo k tzv. impaktní zimě. Tedy celoročně nepřetržitě trvající zimě, po dobu až patnácti let za sebou.

### Obnova života
Po patnácti letech od dopadu začalo síry v atmosféře ubývat, což vedlo opět k postupnému globálnímu oteplování. Oblasti trvalých mrazů, sněhové pokrývky a ledu se v průběhu let posunovaly opět dále od rovníku, až se zhruba v rámci desítek let postupně vrátily na své původní místo v arktických oblastech. A do oblastí, odkud led a sníh ustoupil, se zase směrem od rovníků postupně navrátil život. Tento proces trval tisíce let, ale nakonec byl zdárně dokončen a pravděpodobně i následkem změn v atmosféře Země vstoupila do následujícího geologického období jménem paleogén, které nejspíše i vlivem velkého množství skleníkových plynů, jenž se dostaly během dopadu do atmosféry a stále v ní setrvaly, bylo velmi teplé. Řádově po desítkách až stovkách tisíciletí se ekosystémy z hlediska biodiverzity obnovily a evoluční radiaci zažili na souších zejména savci.

## Další teorie o vymírání na konci křídy

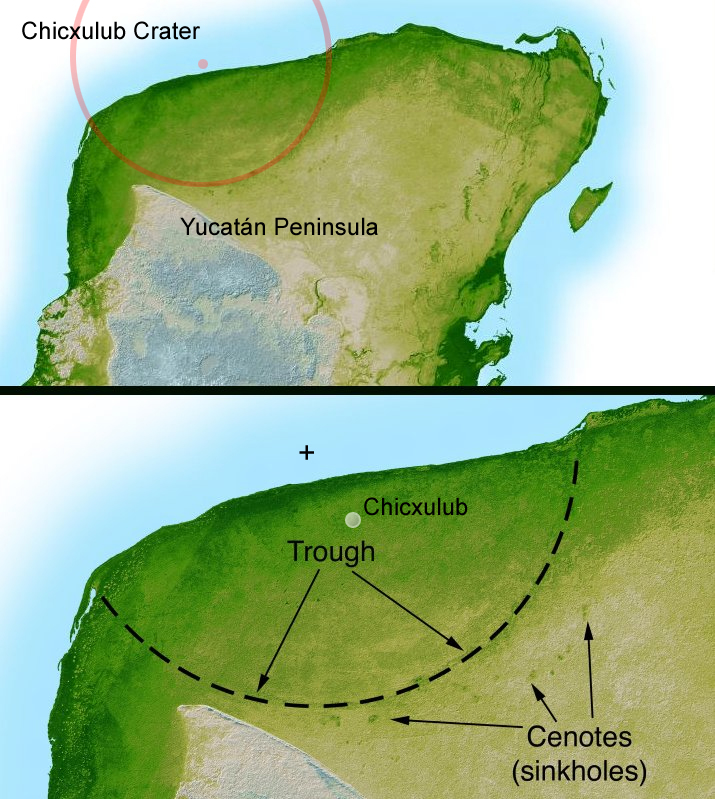
Mapa zobrazující 180 kilometrů široký Chicxulubský kráter (dolní mapa je přiblížená).

Na základě skutečnosti, že z doby, kdy se odehrálo vymírání, pochází tzv. iridiová anomálie (neobvykle vysoký obsah vzácného kovu platinové skupiny iridia v hraniční jílové vrstvě), plyne obecně známá hypotéza, které vysvětluje toto hromadné vymírání právě dopadem Chicxulubského asteroidu. Některé výzkumy naznačují, že původcem kráteru Chicxulub byl temný, primitivní asteroid, jehož původ bychom mohli dohledat ve střední nebo vnější části hlavního pásu planetek ve vzdálenosti větší než 2,5 astronomické jednotky. Tuto skutečnost potvrzuje i další studie, publikovaná v srpnu roku 2024, podle které se jednalo o uhlíkatý chondrit původem ze vzdálenější části hlavního pásu planetek (který se navíc zformoval možná až za drahou planety Jupiter).
V roce 2007 byla publikována práce o možném původu impaktoru v rámci tělesa 298 Baptistina, které mohlo vzniknout při velké srážce planetek, která se odehrála asi před 160 miliony lety. Část vědců se domnívá, že fragmenty jedné z těchto planetek potom dopadly po mnoha milionech let na Zemi (kde vytvořily kráter Chicxulub) a na Měsíc, kde vytvořily kráter Tycho. Novější měření však ukázala, že ke srážce, z níž vzešla dnešní podoba asteroidální rodiny Baptistina, ve skutečnosti došlo až mnohem později, asi před 80 miliony let (takže za srážku před 66 miliony let nemohou - za 14 milionů let by nestihly fragmenty doputovat až na oběžnou dráhu Země). Odborná práce, publikovaná v únoru roku 2021, však vrací možnost, že kosmické těleso, které před 66 miliony let vytvořilo kráter Chicxulub, mohlo být ve skutečnosti opravdu kometární jádro a nikoliv planetka. Podle této studie mohl být objekt, který dopadl do oblasti budoucího Mexického zálivu na konci období křídy (před 66 miliony let) a vyhubil dinosaury a dalších 75 % tehdejších druhů ve skutečnosti dlouhoperiodickou kometou a nikoliv dosud favorizovaným asteroidem z kategorie uhlíkatých chondritů. Dnes se většina paleontologů shoduje, že k dopadu planetky před 66 miliony lety nepochybně došlo, jen není jasné, zda tento dopad byl jedinou příčinou vymírání.
Impaktní kráter Chicxulub o průměru asi 180 až 260 km se nachází na pobřeží poloostrova Yucatán v Mexiku (u města Chicxulub Puerto, podle kterého je pojmenován) a časově mu poměrně přesně odpovídá období, kdy došlo k vymírání. Kráter byl objeven na konci 70. let a identifikován na počátku 90. let 20. století. Někteří vědci však nepovažují kráter Chicxulub za „zbraň s doutnající hlavní“, tedy za pozůstatek hlavní příčiny vymírání na konci křídy. Komplexní kráter Chicxulub je oválného tvaru a jeho průměr činí přibližně 180 km, podle některých odhadů pak dokonce výrazně přes 240 km. Vytvořil jej asteroid o hmotnosti kolem 8 bilionů tun a objemu zhruba 2600 km³, který dopadl do mělkého oceánu a pravděpodobně tedy způsobil silné tsunami (jak naznačují i důkazy z karibského a severoamerického pobřeží, kde byly nalezeny zbytky vyplavené vegetace a hornin z tehdejšího břehu).
Ze stejné doby je však známo více kráterů než jen Chicxulub v Mexiku. Tato skutečnost proto naznačuje, že by příčinou vymírání mohlo být několik asteroidů, které dopadly na Zemi v krátkém sledu za sebou, pravděpodobně jako výsledek fragmentace planetky na několik částí (podobně například se srazily fragmenty z komety Shoemaker-Levy 9 s Jupiterem). Z kráterů tak přichází v úvahu kráter Boltyš (24 km v průměru, Ukrajina, stáří 65,39 ± 0,16 milionů let), případně kráter Silverpit (20 km, Severní moře, stáří 60–65 milionů let). Krátery vytvořené dalšími fragmenty planetky, které dopadly do tehdejšího oceánu Tethys, by se do současnosti nemusely dochovat, protože je patrně přikryly různé tektonické pohyby, které se v této oblasti od té doby udály (např. drift indické desky). Podle amerického paleontologa indického původu Sankara Chatterjeeho měl dopadnout na konci křídy do oblasti dnešního Indického oceánu ještě mnohem větší asteroid (o průměru až 40 km), který vytvořil domnělý kráter, nazvaný Šiva. Tato gigantická struktura o rozměrech 600 krát 400 km je však ve skutečnosti spíše výsledkem podmořských tektonických pochodů. Je ale možné, že se před 66 miliony let se Zemí skutečně střetlo více planetek, možná částí původně jediného obřího tělesa. Až do počátku 90. let. minulého století byl za možného viníka události K-Pg označován podstatně menší kráter Manson, nacházející se ve státě Iowa v USA. Pozdější datování však tento 38 kilometrů široký kráter jako možného původce katastrofy z konce křídy vyloučilo, protože je asi o 8 milionů let starší.

### Vulkanismus
Další hypotéza, která se v souvislosti s vymíráním na hranici křída-terciér objevuje, je vlna mohutného vulkanismu, zejména v oblasti dnešní Indie. Ačkoliv se média obvykle o této teorii nezmiňují a favorizují dopad asteroidu, u části vědců má tento názor podporu. Konkrétně bylo zjištěno, že na konci křídy probíhala silná sopečná činnost v Dekánské plošině v Indii, jíž vznikly tzv. Dekánské trapy. Ještě v nedávné minulosti (před rokem 2000) se obvykle tato hypotéza spojovala s myšlenkou postupného, graduálního vymírání, protože se předpokládalo, že tyto erupce začaly již před 68 miliony lety a trvaly asi dva miliony let. V poslední době se ale ukazuje, že mohutný vulkanismus probíhal v časovém rámci 800 000 let kolem rozhraní K-T, čímž se vulkanismus jako vysvětlení staví do lepšího světla. Dopad asteroidu mohl vulkanismus zintenzivnit.
Erupce v Dekánské plošině mohly působit na tehdejší život různými způsoby. Mohly vést k masivnímu uvolnění prachových částic do vzduchu, stejně jako ke vzniku sirnatých aerosolů. Obě by způsobily zamezení přístupu slunečního záření a tím snížení schopnosti zelených rostlin fotosyntetizovat. Navíc by vulkanismus způsobil vysoké emise oxidu uhličitého a masivní skleníkový efekt. Vulkanismus by mohl podle vulkanologů vést i ke vzniku zmíněné iridiové vrstvy. V roce 2015 byla publikována vědecká studie, jejímž závěrem je tvrzení, že dopad asteroidu Chicxulub mohl uvést indické sopky takříkajíc „do chodu“, resp. že obě události spolu příčinně souvisejí. Dekánské trapy jsou dnes vnímány jako doklad o enormně silné výlevné vulkanické činnosti před 66 miliony let, zřejmě však nejsou hlavní příčinou vymírání na konci křídy.
Na základě novějších výzkumů souvisejících s měřením obsahu plynů v atmosféře v průběhu přelomu křídy a paleogénu je možné konstatovat, že sopečná činnost v Indii neměla při vymírání K-Pg hlavní úlohu. Dominantním činitelem byl v tomto případě právě dopad planetky Chicxulub, zatímco enormní vulkanická činnost v Indii měla pouze jakousi „podpůrnou roli“.
Podle odborné práce z roku 2020 se však stabilita klimatu na území Indie ani v průběhu nejsilnějších erupcí výrazně neměnila a role této sopečné činnosti pro vymírání na konci křídy je tak nejspíš zcela zanedbatelná. Což studie z roku 2023 zpochybňuje. Jiná studie dále dokládá, že dekkánské sopky nemohly masové vymírání způsobit a jedinou příčinou vymírání je tedy dopad planetky Chicxulub.
Tuto hypotézu podporuje i zpřesněné datování největších vln výlevů, které měly nastat až několik stovek tisíc let po dopadu planetky a vymírání.
Také chemický rozbor mořských sedimentů z hranice K-Pg v Německu potvrdil, že v této době došlo ke globální události (pád planetky) i ke zvýšené aktivitě vulkanismu na území dnešní Indie.
Jiná studie přichází se zjištěním, že Dekkánské trapy (resp. aktivní vulkány) nepochybně neukončily éru dinosaurů a nevyhubily je. Způsobily sice výrazné zvýšení obsahu skleníkových plynů přibližně 30 000 let před dopadem planetky, toto období rapidního zvýšení globální teploty klimatu však skončilo bez známek počínajícího vymírání. Dá se tedy říci, že dekkánské vulkány určitě nemohly být hlavní příčinou vymírání na konci křídy.

### Pokles mořské hladiny
Existují silné důkazy, že na konci křídy (v období maastrichtu) došlo ke značnému poklesu hladiny světového oceánu, více než v jakékoliv jiné fázi druhohor. Některé horninové profily z tohoto období ukazují, že zatímco nejhlubší vrstva pochází ze dna moře, další vrstva směrem nahoru je již pobřežní a konečně třetí, svrchní vrstva je suchozemská a pochází z pevniny. Protože nedošlo k deformaci a posunu geologických vrstev, znamená to, že došlo k regresi, tedy poklesu hladiny moře. Ačkoliv vědci nemají v rukou důkazy pro příčinu tohoto poklesu, obvykle se akceptuje teorie, že došlo ke snížení tektonické aktivity středooceánských hřbetů a ty tak pod svou vlastní vahou poklesly.
Silné snížení hladiny by zřejmě vedlo ke snížení plochy kontinentálního šelfu, která je mimořádně druhově bohatá. Tím je možné částečně odůvodnit vymírání mořských druhů. Některé studie však tvrdí, že tyto změny by nebyly schopné způsobit například tak výrazné vymírání amonitů. Dále by však mohlo snížení hladiny vyvolat klimatické změny, protože by byly narušeny pravidelné směry větrů a oceánských proudů, a protože by se snížilo albedo (míra odrazivosti) zemského povrchu a tím by se zvýšila teplota. Rovněž by zřejmě došlo k vyschnutí tzv. epikontinentálních moří, tedy moří, sahajících hluboko dovnitř pevniny (např. křídové moře v Severní Americe, anglicky „Western Interior Seaway“). Ztráta těchto vodních ploch znamenala opět likvidaci pobřežních ekosystémů bohatých na život. Dalším, v tomto případě na první pohled paradoxním důsledkem bylo zvětšení sladkovodních ploch, protože vodě trvalo déle, než se z kontinentu dostala do moře. Tato změna byla na jednu stranu prospěšná pro sladkovodní obratlovce, ale pro mořské, kteří preferují slanou vodu, to mohlo znamenat jistý problém (např. žraloci).

### Více příčin
J. David Archibald a David E. Fastovsky se zamýšleli nad hypotézou, zda vymírání nemohlo být způsobeno vulkanismem, dopadem asteroidu a snížením hladiny moře, a to zároveň. Suchozemská i mořská společenstva by byla postižena změnami v jejich životním prostředí, případně jeho úplným zánikem. Dinosauři byli zasaženi nejprve, protože byli v té době největšími obratlovci na Zemi. Vulkanismus mohl způsobit ochlazení a vyschnutí rozsáhlých oblastí na zemi. Následně mohl ještě například dopadnout asteroid, čímž rostliny a fytoplankton ztratili zdroj slunečního záření (prašná oblaka a podobně). Výhodou takové hypotézy je, že podle některých vědců by nedokázala jediná událost způsobit tak rozsáhlé vymírání, případně by nevymřelo tak specifické spektrum organismů. Víme také, že v průběhu pozdního maastrichtu (asi před 68,5 až 66,25 milionu let) dochází k celkovému globálnímu ochlazení klimatu. Oteplování pak nastává až zhruba 250 000 let před velkým vymíráním na konci křídy.
Za jednu z příčin vymírání bývá považována také změna v cirkulaci chemických látek v biosféře nebo výrazné klimatické změny, jako jsou „globální monzuny“. Podle některých výzkumů mohly výkyvy (excitace a distorze) Schumannových rezoncí po dopadu planetky na konci křídy spolupůsobit při vyhynutí jako další stresující faktor.
V souvislosti s teorií o souhře vícero příčin se ale nejčastěji setkávají tři zásadní události, které se odehrály velmi krátce po sobě (z hlediska geologického času) a jejichž kumulativní následky dopadly na tehdejší ekosystémy mnohem tvrději, než kdyby se staly samostatně. Vulkanické výlevy na indickém subkontinentu, dlouho považované za jednu z možných velkých příčin, byly nakonec ze seznamu spíše vyškrtnuté, protože začaly už před 66,25 miliony lety a podle odhadů trvaly cca 30 000 let. Skončily tedy před samotným vymíráním. Přesto po sobě zanechaly místy i několik kilometrů tlusté vrstvy ztuhlé lávy a nemohly zůstat bez následků na podnebí a tehdejší život. Ne natolik, aby to způsobilo vymírání, ale dostatečně, aby to oslabilo křehkost ekosystémů. Před 66 miliony lety zasáhl Zemi asteroid o odhadovém průměru 10–15 kilometrů, který je zároveň v otázce příčiny vymírání podezřelým číslo jedna. Následky tímto asteroidem způsobené jsou popsány výše. Pokud vezmeme v úvahu vliv masivních dlouhotrvajících vulkanických výlevů (které se odehrály cca jen o 200 000 let dříve), účinky asteroidu na tehdejší život musely být o to více zničující. O čemž ostatně svědčí i vyhynutí velkého množství druhů, včetně úplného vymizení do té doby dominantní skupiny živočichů. Před 65,39 miliony lety zasáhl Zemi další vesmírný objekt, který na Ukrajině vyhloubil kráter Boltyš. Tentokrát šlo o těleso o průměru 6 kilometrů (tedy výrazně menší než Chicxulubský asteroid) a jeho účinky tak byly výrazně slabší. Jejich obětí se ale staly ekosystémy, které jen nedlouho před tím byly zasaženy jiným asteroidem a teprve se vzpamatovávaly z jeho následků. Často kladená otázka, zda úder Chicxulubského asteroidu mohly přežít nějaké dinosauří populace, které by vyhynuly až během paleogénu, má možná svoji odpověď právě v kráteru Boltyš.

### Hypotéza supernovy
Na počátku 70. let 20. století se objevila domněnka, že dinosaury mohla vyhubit také exploze blízké supernovy (v podstatě monstrózní výbuch masivní hvězdy, odvrhující svoji plynovou obálku do okolního prostoru). Ta by potom zaplavila Zemi smrtonosnou radiací, která mohla vyvolat hromadné vymírání. S hypotézou přišel jako první kanadský paleontolog Dale Russell, později na něj navázali i někteří astronomové (kteří spatřovali pozůstatky této exploze v podobě tzv. Gouldova pásu). Dnes je ale tato hypotéza již vyvrácena, zejména proto, že ve vzorcích hornin z přelomu křídy a paleocénu nebylo objeveno žádné obohacení izotopem plutonia 244. S tímto zjištěním přišel již Luis Alvarez, jeden z autorů původní studie o dopadu planetky z roku 1980.

### Zastaralé představy
V minulosti dlouho panoval názor o nevyhnutelnosti vyhynutí, považující dinosaury nejprve za omyly přírody předurčené k vymření, později vystřídán poněkud mírnější variantou předpokládající, že evoluce dinosaurů, tvořící stále obludnější tvory (dojem vzniklý z nezvyklých tvarů v nadměrných velikostech v porovnání se současnou faunou), se dostala do slepé uličky a vyhynutí tak bylo jediný možný důsledek.

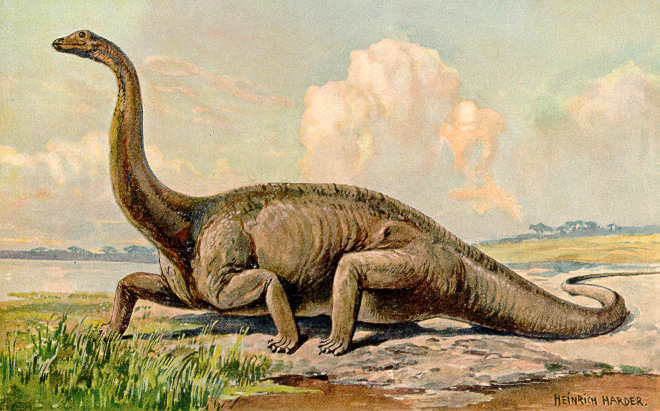
Zastaralá rekonstrukce diplodoka, s do stran vybočenýma nohama a ocasem vlečeným po zemi

Tyto staré teorie vyplývaly z několika v současnosti překonaných předpokladů, které byly postupně novými objevy zpochybněny a vyvráceny. V prvé řadě byli dinosauři považováni za primitivní tvory, což je tvrzení při nejlepší vůli kontroverzní. Vzhledem k době, po jakou úspěšně tvořili dominantní suchozemskou životní formu, je třeba tvrzení o jejich primitivnosti v mnohém přeformulovat.
Základními předpoklady, ovlivňující hodnocení dinosaurů i jejich vyhynutí, byly představy studenokrevných, pomalých a tupých plazů, kteří se pohybovali na nohách vybočených do stran jako ještěrky, a kteří často žili v bažinách a v jezerech, kde jim voda pomáhala nadnášet jejich obří těla. Tato představa jen podporovala obludnou primitivnost dinosaurů, stavíce je do role přerostlých ještěrek. Mnoho známých fosilií představovaly mohutné sauropody s jejich malými lebkami. Dojmy z tohoto značného nepoměru těla a mozku, navíc spolu s křížovými výdutěmi v páteři, mylně interpretovanými jako druhý mozek, byly generalizovány na celou skupinu. Současné výzkumy však naopak naznačují, že se jednalo o velmi aktivní tvory, kteří toho mají s plazy společného mnohem méně a i jejich teplokrevnost vystoupila ze stínu opovrhované fantaskní teorie do role široce přijímaného předpokladu, přinejmenším pro teropodní dinosaury, živící se aktivním lovem. A stejně tak řada zástupců tohoto podřádu má k tuposti nejenom daleko, ale naopak je dokonce jejich inteligence podkladem pro spekulace o možnosti evoluce inteligentního dinosauroida, který by se byl býval mohl vyvinout, kdyby dinosauři byli bývali nevyhynuli.
Dalším mylným předpokladem bylo přesvědčení, že savci se objevili až po vyhynutí dinosaurů, či že se objevili krátce před tím a svojí evoluční „nadřazeností“ se stali spolučinitelem jejich konečného vymizení. Tento mylný předpoklad byl způsoben skutečností, že druhohorní savci byli jen drobní tvorové, zanechávající po sobě jen velmi křehké pozůstatky. Dlouhou dobu tedy byli nejstaršími známými savci až druhy z počátku kenozoika, kdy se objevily jejich větší formy. Toto přesvědčení však padlo s prvními nálezy druhohorních savců. V současnosti je dokonce zřejmé, že savci se vyvinuli již v průběhu svrchního triasu, tedy ve stejnou dobu jako dinosauři. Obě skupiny při tom ve svých raných formách nabývaly shodně nevelkých rozměrů. Následující vývoj však vedl k dominantním dinosaurům a drobným nočním savcům. I tato skutečnost staví teorii o primitivnosti dinosaurů do jiného světla a naopak naznačuje, že v některých aspektech museli dinosauři své savčí konkurenty předčit.
V současnosti je zároveň bráno jako prokázaný fakt, že dinosauři jsou přímými předky ptáků. Tento jejich vzájemný vztah spolu se skutečností, že ptáci se vyvinuli a jsou chápáni jako samostatná skupina již v průběhu jury, jen dále podporuje představu dinosaurů coby aktivních a teplokrevných tvorů. Další důkaz jejich aktivnosti byl objeven v souvislosti s výzkumy permského vymírání, během něhož došlo k dramatickému snížení obsahu kyslíku, spolu se studiem struktury kostí dinosaurů, které naznačují, že vzdušné vaky, součást vysoce výkonného ptačího dýchacího systému, jsou ve skutečnosti dinosauřím dědictvím. Tento dýchací systém se pravděpodobně vyvinul jako adaptace na nízkou hladinu kyslíku v triasu a je i odpovědí na otázku, čím dinosauři předčili savce. Systém vzdušných vaků je až 3× efektivnější dýchání než savčí, přinášející více kyslíku a tedy i energie pro organismus. U předků savců se v reakci na snížený obsah kyslíku na přelomu permu a triasu vyvinula bránice podporující dýchání a zvětšující objem vzduchu, které jsou plíce při nádechu schopny pojmout. Systém vzdušných vaků ji však efektivností předčí.
V uplynulých několika desetiletích také nové nálezy a poznatky definitivně vyvrátily gradualistický pohled na evoluci, tedy představu, že evoluce plynule směřovala ke složitějším a dokonalejším formám a vymírání druhů či celých skupiny bylo vnímáno jako něco, co na evoluci samotnou nemělo takřka žádný vliv a co se dělo spíše v pozadí. I tento gradualistický pohled na evoluci dlouho ovlivňoval teorie o vymření dinosaurů, vyplývající z toho prostého faktu, že prostě vyhynout museli, aby evoluce mohla dále gradovat k „vyspělejším“ savcům. Dnes již ale víme, že každé z vymírání, včetně tohoto, které je navíc i řazeno k pěti největším, dramaticky ovlivnilo evoluci a vždy znamenalo zásadní obrat v jejím dosavadním směřování.
Což znamená, že nebýt tohoto vymírání, savci by vůbec nemuseli dostat možnost vystoupit z role hlodavcům podobných nočních tvorů, o vývoji primátů a člověka ani nemluvě. Naopak by nadále pokračovala evoluce dalším vývojem nových druhů dinosaurů a ostatních diapsidních vládců planety, zatímco savci by nadále byly jen nevelkými tvory. Největší revoluce by se dočkal vzdušný prostor, kde již před koncem třídy jsou znatelné náznaky postupného vytlačování pterosaurů ptáky.
Tak jak postupně padaly tyto mylné představy o dinosaurech, byla představa k zániku odsouzených omylů přírody, slepé vývojové větve a tupých plazů, které při střetu se savci nemohlo čekat než vymření, čím dál neudržitelnější a bylo čím dále tím jasnější, že zde musela svoji roli sehrát nějaká zásadní událost.
Objevovaly se teorie pandemického rozšíření choroby, která vyhubila dinosaury napříč všemi kontinenty a zanechala planetu napospas savcům a ptákům. Chybí však vysvětlení, jaká choroba by napadala všechny dinosaury, od výlučně býložravých po výlučně masožravé, tedy poměrně širokou škálu tvorů různých způsobů života, a nechala netknuté nejenom savce, ale i dinosaurům velmi blízce příbuzné ptáky.
Další teorie se opírala o rozšíření nově se objevujících krytosemenných rostlin, které vznikly až v průběhu druhohor. Tato teorie předpokládala, že úspěšně se šířící kvetoucí rostliny vytlačovaly nahosemenné rostliny, které tvořily hlavní zdroj potravy býložravých dinosaurů. Ti se tak měli jen obtížně přizpůsobovat nové stravě a jejich následný úbytek řetězovitě postihl i dravé dinosaury až se celý dinosauří ekosystém, stojící na ustupujících nahosemenných rostlinách, zhroutil a dinosauři vyhynuli. Této teorii nahrává i tzv. třímetrová mezera. Tou je míněna zhruba tři metry mocná vrstva sedimentů pod iridiovou vrstvou, tedy sedimenty zachycující poslední desetitisíce let druhohor před asteroidem, v níž nebyly nalezeny takřka žádné dinosauří fosilie, což by mohlo naznačovat, že dinosauři vyhynuli ještě před koncem druhohor (tato mezera však byla již několikrát „porušena“ novými objevy). Proti této teorii ovšem hovoří skutečnost, že krytosemenné rostliny existují již v rané křídě, tedy několik desítek milionů let před koncem druhohor, během kterých dinosauři nadále prosperovali a vyvíjeli se. V nové podobě se tato teorie objevila v roce 2018. Podle ní nebyli býložraví dinosauři schopni vypěstovat si naučenou averzi vůči toxickým rostlinám, což výrazně oslabilo jejich počty i biodiverzitu.
Objevily se i teorie o dopadu asteroidu, ale ty byly dlouhou dobu odmítány jako fantaskní. Jako jeden z prvních s ní vystoupil americký paleontolog M. W. De Laubenfels v roce 1956.  Celosvětová přítomnost iridiové vrstvy a následné objevení kráteru však z asteroidu učinily nezpochybnitelný fakt, byť míra jeho vlivu na vymírání je dosud otázkou spekulací. Objevily se předpoklady o vulkanismu, které dodnes mají v teoriích své místo (viz Dekánská plošina), byť již nikoliv samostatně, ale jako událost, která se v geologicky krátkém úseku setkala s dopadem asteroidu, čímž by obě události v součinu měly mnohem drtivější dopad, než samostatně.
Další trhlina celá řady v současnosti zastaralých a překonaných předpokladů a teorií tkví v tom, že se většinou zaměřovaly pouze na vyhynutí dinosaurů. Ti ale nebyli zdaleka jedinou skupinou, kterou potkalo vyhynutí. Z planety vymizeli také všichni zbývající pterosauři, kteří jsou občas mylně pokládáni za dinosaury, vyhynuli mosasauridi, plesiosauridi, ichtyosauři a vyhynuli například i amoniti a belemniti, do té doby poměrně úspěšné skupiny hlavonožců. Vymírání se ale nevyhnulo ani savcům a několik vývojových linií savců nepřežilo toto vymírání. Podobně jsou na tom i ptáci, např. celá skupina tzv. „protiptáků“ vyhynula. Jinými slovy i ty skupiny organismů, které jsou obvykle považovány za přeživší, byly tímto vymíráním citelně zasaženy a mnoho jejich vývojových linií bylo ztraceno.

## Důkazy ovymírání

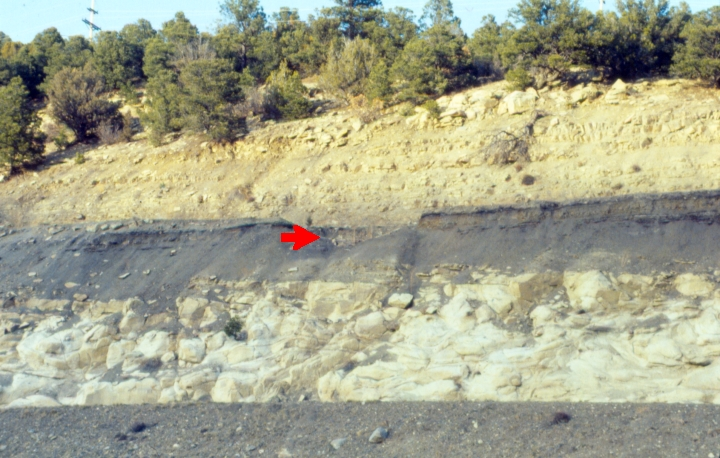
Rozhraní K-T patrné na erodovaném svahu nedaleko Raton Pass v Coloradu. Červená šipka ukazuje iridiovou vrstvu.

### Iridiová vrstva
V roce 1980 tým výzkumníků složený z Luise Alvareze (držitele Nobelovy ceny za fyziku), jeho syna Waltera Alvareze a chemiků Franka Asara a Helen Michels zjistil, že vrstva usazenin z období konce křídy obsahuje vysokou koncentraci prvku iridia. Ta byla 30×–130× větší než normální koncentrace. Iridium je v zemské kůře velmi vzácné, protože se jako ostatní siderofilní prvky váže na železo a v průběhu vývoje planety kleslo do zemského jádra. Ve většině asteroidů a komet však zůstávají jeho koncentrace vysoké, a proto Alvarezův tým navrhl vysvětlení, že tato iridiová vrstva je způsobená dopadem kosmického tělesa na zem právě v období na konci křídy. Odborná práce z roku 2021 doložila, že iridium a prach z asteroidu samotného byl objeven také v sedimentech samotného kráteru Chicxulub, což dokládá přímou spojitost s impaktem a celosvětovým spadem vyvrženého materiálu.
Vrstvička K-Pg vznikla celosvětově pravděpodobně díky tomu, že vyvrženiny z místa dopadu vytvořily mohutný oblak prachových částic, který se šířil rychlostí několika kilometrů za sekundu atmosférou planety a roznesl tento materiál po celé zeměkouli.
V Antarktidě také byly objeveny doklady o anomální změně v globálním cyklu síry, následující období přibližně 320 tisíc let po dopadu asteroidu Chicxulub.

### Nálezy fosilií
Z doby zhruba před 66 miliony let pochází vrstva sedimentů, nalezená na různých místech světa a známá jako rozhraní K-T. Je známo jako vymírání, v jehož průběhu vymřeli všichni zbylí neptačí dinosauři, a ačkoliv malý počet dinosauřích fosilií byl nalezen i po rozhraní K-T, obvykle se tyto fosilie vysvětlují erozí křídových sedimentů a jejich přemístěním do mladších vrstev. Kromě dinosaurů však vymřeli i mosasauři, plesiosauři, ptakoještěři, mnozí bezobratlí i některé rostliny. I savci měli problémy s přežitím druhů. Savci a ptáci přežili toto vymírání a teprve v následujícím období se tyto skupiny prudce rozrůzňovaly za vzniku zcela nových vývojových linií.
Ve fosilním záznamu zejména v Severní Americe bylo objeveno množství důkazů o vymírání, například na mikroskopické úrovni různé chitinové úlomky a výtrusy. Dále však je na tomto kontinentu kvalitní naleziště fosilií dinosaurů, známé je v tomto ohledu zejména souvrství Hell Creek v Montaně. Při srovnávání Hell Creeku se staršími nalezišti, jako je souvrství Judith River (souvrství Dinosaur Park) v Montaně a Albertě, je možné studovat změny v populacích dinosaurů v posledních deseti milionech let křídy. Ve starších formacích je patrná velká diverzita dinosaurů, vyšší než v jakémkoliv jiném období. Na druhou stranu na úplném konci křídy, v období maastrichtu, se na zemi pohybovali dinosauři obrovských rozměrů, jako byli Tyrannosaurus, Ankylosaurus, Pachycephalosaurus, Triceratops a Torosaurus, což naznačuje, že před započetím vymírání bylo potravinových zdrojů pro tyto velké tvory dostatek. Podle některých fosilních dokladů (např. Ojo Alamo Sandstone v Novém Mexiku) však mohly menší populace neptačích dinosaurů přežít až do nejstaršího paleocénu.
Dále je k dispozici množství rostlinných fosilií, které opět mohou ilustrovat úbytek rostlinných druhů na hranici křída-terciér. Zatímco před vymíráním byla půda bohatá na pyl krytosemenných rostlin, v období těsně po něm jsou vrstvy obsahující málo pylu, ale mnoho výtrusů kapradin.
Také vymření mořského planktonu je dobře dokumentováno jako rychlé a probíhající přesně na konci křídy v čase hranice K-Pg. Amoniti naopak, jak se zdá, vymírali již před křídou, ačkoliv poslední vymřeli až na úplném konci křídy.
Dnes známe lokality se sedimenty z tohoto kritického období i z jiných částí světa (než jen ze Severní Ameriky) – například z Argentiny, Kolumbie, Španělska, Číny nebo ruského Dálného Východu (souvrství Kakanaut).

## Jak dlouho vymírání trvalo?
Délka vymírání na konci křídy je kontroverzní téma. Některé teorie pokoušející se o vysvětlení jsou ze své podstaty založené na katastrofě dlouhého časového trvání (několik let až několik tisíc let), zatímco jiné počítají rychlejším vymíráním. Podle počítačových modelů vývoje přírodních společenstev v nejlépe prozkoumaném souvrství Hell Creek (s asi 300 známými druhy) trvalo jen několik měsíců, než tma vyvolaná vyvržením oblak prachu do atmosféry a s ní související zastavení fotosyntézy způsobily vyhynutí kolem 73 % tehdejších obratlovců. Hledání odpovědi na otázku, jak dlouho vymírání trvalo, ztěžuje tzv. Signorův-Lippsův jev. Ten v podstatě říká, že fosilní záznam je tak neúplný, že většina druhů vyhynula mnohem později po nejmladší nalezené fosilii (např. byl-li daný organismus nalezen naposledy ve vrstvách starých 66 milionů let, je možné, že se vyskytoval ještě o milion let později, ale nebyl ještě v těchto vrstvách nalezen). Další skutečností, ztěžující výzkum, je nedostatek sedimentů, které by obsahovaly fosilní záznam sahající od několika milionů let před křídovým vymíráním po několik let po tomto vymírání. Z analýzy také vyplývá, že například dinosauři byli na ústupu již desítky milionů let. Proti tomu však svědčí zjištění některých jiných vědeckých studií.[zdroj?] Ukazuje se také, že míra vymírání a rychlost obnovy ekosystémů byla různá podle geografické polohy. Například v Argentině byla obnova biodiverzity bezobratlých asi dvojnásobně rychlejší než v Severní Americe. Novější výzkum mořských společenstev z Antarktidy dokazuje, že i v těchto relativně vzdálených oblastech od místa dopadu proběhlo vymírání velmi rychle a krátce po impaktní události. Výzkum z roku 2017 ukazuje, že život se ve své jednoduché podobě (dírkonošci) do kráteru vrátil relativně brzy, nejpozději asi za 30 000 let po dopadu. Větším organismům trval návrat k původnímu rozšíření v řádu statisíců let.
Podle výzkumu prováděného na Seymourově ostrově v Antarktidě mohlo mít vymírání na konci křídy dokonce dvě hlavní fáze, oddělené vzájemně časovým intervalem v délce zhruba 150 000 let.

## Zasažené skupiny

Graf zachycující procento vymírajících rodů v daných časových obdobích. Je v něm jasně patrno, že mezi křídou (K) a paleogénem (Pg) došlo k masovému vymírání

Ačkoliv bylo toto vymírání jedno z největších, které se v historii Země udály, míra vymírání jednotlivých skupin organismů je velmi různá. Platí ale, že zřejmě došlo k narušení potravního řetězce. Organismy, které byly závislé na fotosyntéze (fytoplankton, některé rostliny), zřejmě často utrpěly již tím, že se do ovzduší dostalo množství prachových částic, čímž došlo k omezení slunečního záření dopadajícího na povrch. Tyto organismy však tvořily a tvoří základ potravního řetězce a mnozí býložravci, závislí na rostlinné potravě, zřejmě následně vyhynuli právě z těchto důvodů. Následně vyhynuli i masožravci jako byl například Tyrannosaurus rex.
Ke skupinám, které vymřely nebo utrpěly značné ztráty, patří kokoliti (Coccolithophora), mnozí měkkýši (konkrétně amoniti, rudisti, sladkovodní plži i mlži), ale také organismy, které se živily výše jmenovanými skupinami. Například se má za to, že hlavní potravou mosasaurů byli právě amoniti, a tak tito mořští plazi doplatili na svou potravní specializaci. Oproti tomu všežravci, hmyzožravci a mrchožrouti obvykle přes rozhraní K-Pg přežili, možná právě proto, že měli širší nabídku potravních zdrojů. Jedna z hypotéz praví, že savci přežili díky tomu, že v té době nebyli žádní čistě býložraví či masožraví (obvykle se pravděpodobně živili hmyzem, červy, měkkýši, případně detritem), a tedy nebyli odkázáni na rostlinnou potravu, jejíž nabídka se během vymírání pravděpodobně silně zmenšila. U organismů žijících v tekoucích vodách se vymírání naopak v takovém rozsahu neprojevilo. Pravděpodobným důvodem je skutečnost, že tyto biotopy osídlují organismy živící se detritem, který se splavuje z břehů, a nikoliv druhy výhradně býložravé (jež by náhlý nedostatek rostlinného materiálu postihl více). Podobná situace pravděpodobně vznikla i v oceánech. Organismy žijící ve vodním sloupci (v pelagické zóně) jsou daleko závislejší na primární produkci a tomu odpovídá také skutečnost, že zde vymíralo více druhů než u mořského dna.
Přežití krokodýlů a champsosaurů, největších plazů, kteří událost K-T přežili, se vysvětluje podobně. Tyto skupiny měly zřejmě v průběhu vymírání přístup k potravě v podobě detritu. Je také známo, že se dnešní krokodýlové mohou živit mršinami a několik měsíců přežijí bez potravy, jejich mláďata jsou malá, rostou pomalu a živí se bezobratlými či mršinami. Také obojživelníci zřejmě přežili konec křídy bez větších ztrát na diverzitě, neexistují důkazy, že by v té době nějak masově vymírali. Důvodem je zde zřejmě fakt, že jsou tito obratlovci schopní vyhledat úkryt ve vodě, v půdě, dřevě či pod kameny.
Po vymírání obvykle následuje období, kdy se obsazují uvolněné ekologické niky. Trvalo však určitou dobu, než se biodiverzita dostala na předchozí úroveň.

### Dinosauři

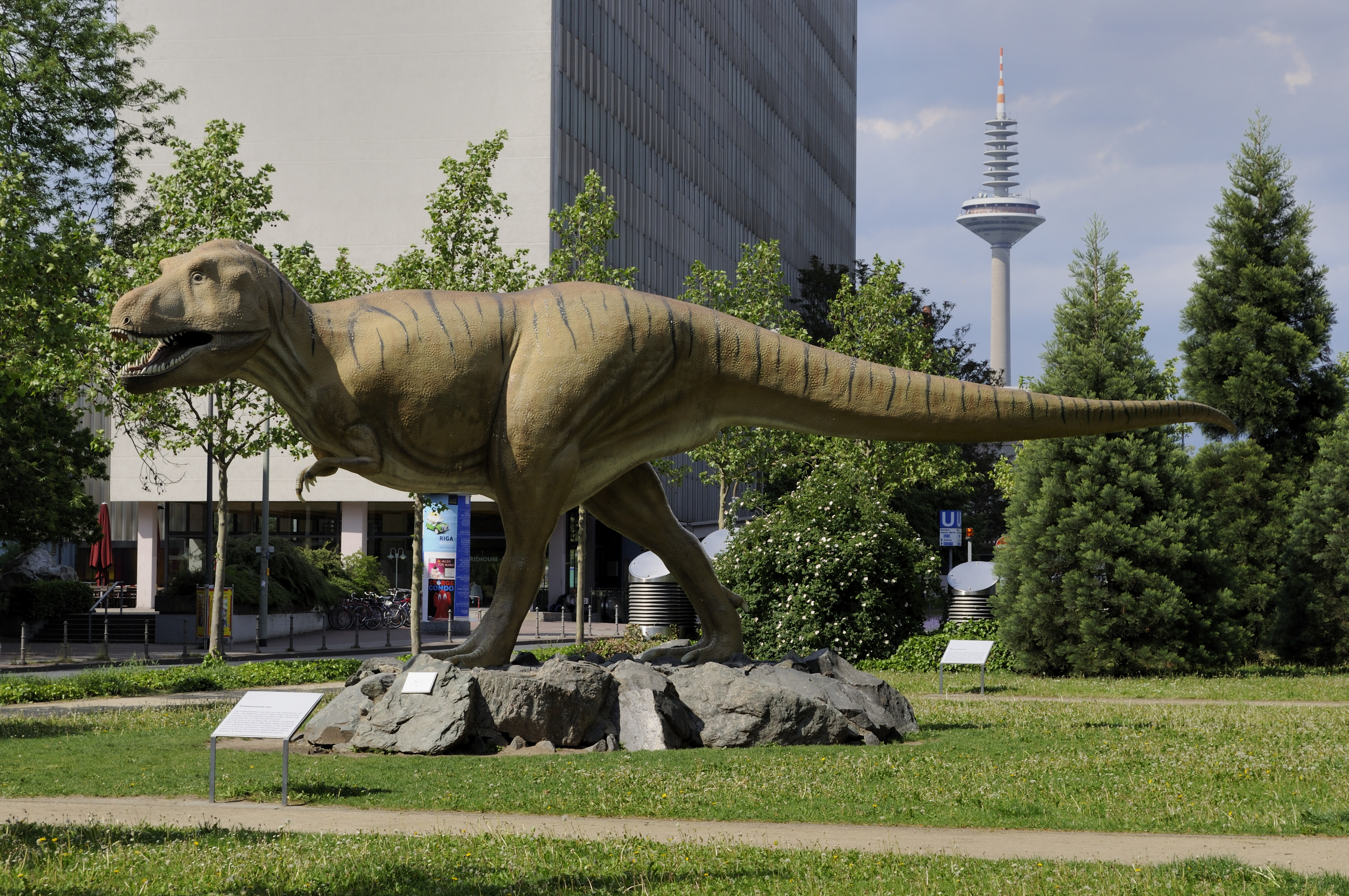
Replika tyranosaura je vytvořena s ohledem na moderní pohled na stavbu těla tohoto dinosaura.

Vymírání dinosaurů na konci křídy je obecně známé a bylo o něm již napsáno mnoho. V průběhu doby se objevilo víc než sto hypotéz, snažících se tuto událost vysvětit. V mnoha případech se však jedná o nepodložené nesmysly. Biodiverzita neptačích dinosaurů i ptakoještěrů se možná výrazně snížila již před koncem křídy, ačkoliv o tom máme doklady jen z některých lokalit, nikoliv celosvětově. Vyjma několika kontroverzních studií se dnes vědecká obec shoduje na tom, že všichni dinosauři (kromě těch „ptačích“) na konci křídy během události K-Pg definitivně vymřeli. Pravdou však zůstává, že lze dinosauří fosilní záznam interpretovat různě. Někdy se tak uvažuje o vymírání postupném, rozloženém v průběhu posledních milionů let křídy. Tomu odpovídají i některá zjištění z novější doby, například z výzkumu v mexickém státě Coahuila, kde záznam fosilních stop ukazuje drastický úbytek biodiverzity dinosaurů a ptakoještěrů ještě před koncem křídy. Naopak na některých lokalitách ve Španělsku byli dinosauři (zejména hadrosauridi) značně početní ještě těsně před událostí K-Pg. Sauropodní dinosauři byli rovněž hojní ještě na konci křídy na území současné Argentiny.
Existuje jen jeden přímý a několik nepřímých fosilních dokladů, že neptačí dinosauři z období křídy dokázali norovat (zejména Oryctodromeus), ale zřejmě nemohli dlouhodobě plavat nebo se potápět, a tak se pravděpodobně nemohli účinně skrývat před katastrofickými událostmi na přelomu křídy a terciéru. Je sice možné, že by někteří dinosauři menšího vzrůstu mohli přežít, ale ti by brzy zemřeli hladem (z důvodu nedostatku potravy pro býložravce i masožravce). Tento problém by byl ještě umocněn, pokud by dinosauři byli endotermní, jak mnozí vědci předpokládají. Endotermní živočichové totiž spotřebují na kilogram své váhy mnohem více potravy, než ektotermové, jako například krokodýli. V tomto ohledu by se mohlo zdát přežití savců a ptáků jako paradoxní (obě to jsou endotermní, tj. teplokrevné skupiny), ale může být vysvětleno jejich menší hmotností a tím také menšími energetickými nároky.
Část vědecké obce se domnívá, že vymření dinosaurů bylo víceméně postupné (probíhalo po dobu asi posledních 10 milionů let křídy) a že mnozí dokonce přežili až do paleocénu (problematika tzv. paleocenních dinosaurů). Tyto názory podporují fosilní důkazy z geologického souvrství Hell Creek, kde byly v 80. letech 20. století nalezeny fosilie dinosaurů (zejména zuby druhu T. rex) až 1,3 metru nad hranicí K-Pg, tedy asi 40 000 let po dopadu planetky a následném velkém vymírání. Tyto objevy však nejsou vědeckou komunitou obecně přijímány a jsou přisuzovány druhornému uložení. Biodiverzita dinosaurů v souvrství Hell Creek nicméně zůstávala vysoká až do samotného vymírání, dnes je odtud známo asi 26 druhů dinosaurů. Také vzorky pylu z okolí fosilizovaných koster hadrosauridů od řeky San Juan v Utahu a Novém Mexiku naznačují, že tento dinosaurus žil snad ještě během raných třetihor, přibližně jeden milion let po velkém vymírání. Těm taxonům, kterým se podaří v malém počtu přežít velké vymírání, se někdy říká „Dead Clade Walking“. Jiní vědci se však k těmto fosiliím staví skepticky a označují zmíněné sedimenty za erodované a následně opět uložené, jenže už v mladších, třetihorních vrstvách. S jistotou víme jen tolik, že neptačí dinosauři žili určitě ještě řádově několik tisíc let před dopadem asteroidu Chicxulub, jak ukázaly objevy v oblasti Raton Basin na jihu Colorada. V oblasti pánve La Popa na severovýchodě Mexika byly přímo ve vrstvě tsunamitů uložených impaktní megatsunami objeveny zkameněliny mosasaurů a pravděpodobně i dinosaurů. Jde tak o důkaz, že dinosauři v této oblasti (vzdálené asi 1000 km od středu dopadu) žili ještě v době osudného impaktu. Výzkum ukazuje, že ani v případě býložravých dinosaurů nedocházelo posledních 10 milionů let před rozhraním K-Pg k výraznému úbytku biodiverzity. To se týká i západní Evropy, například území dnešního Španělska, kde se sice dinosauří populace v posledních milionech let křídy obnovovaly (sauropody zde střídali hadrosauridi), ale celková dinosauří biodiverzita před koncem křídy nijak výrazně neubývala. To platí také o Severní Americe. Nově aplikované metody výzkumu prokazují úbytek dinosauřích populací v Laramidii v době před 68 až 66 miliony let, ovšem spíše v regionální souvislosti postupného ústupu vnitrokontinentálního moře.
Dinosauři populace se dožily samotného konce křídy také na území současné Antarktidy, jak ukázal výzkum z ostrova Vega, publikovaný v roce 2022.
Nové objevy z lokality „Tanis“ v Severní Dakotě nicméně dokládají, že dinosauři (konkrétně rod Triceratops, kachnozobí a teropodní dinosauři) zde přežili až do samotného okamžiku dopadu planetky a jsou tedy důkazem, že „neptačí“ dinosauři přežili alespoň po relativně krátkou dobu i do nejstaršího paleocénu.
Ukazuje se také, že dinosauři ve skutečnosti nebyli na postupném evolučním ústupu a nevymírali již dlouho před touto událostí. Existují také vědecky podložené spekulace o tom, jak by se dále vyvíjely potenciální přeživší populace velkých dinosaurů, pokud by na konci křídy nevyhynuli. Je pravděpodobné, že většina dinosauřích vývojových linií by přežívala bez větších problémů po další desítky milionů let.
Odborná práce, publikovaná v červnu roku 2021 však přichází s opačným tvrzením. Podle jejích autorů výrazně klesala biodiverzita dinosaurů již zhruba 10 milionů let před koncem křídy. Novější objevy dinosauřích fosilií z nejpozdnější křídy na mnoha místech světa však tyto závěry nepotvrzují.
Výzkumy zaměřené na fyzické a klimatické důsledky dopadu planetky ukazují, že k vyhynutí dinosaurů a mnoha dalších suchozemských obratlovců došlo pravděpodobně velmi rychle, nejspíše v řádu desítek hodin až dní. Hlavními faktory byly v tomto případě extrémně silná žárová vlna a následné roky mrazu impaktní zimy.

### Ptakoještěři
Na konci křídy žili již jen zástupci jediné čeledi ptakoještěrů, označované jako Azhdarchidae. Tato čeleď vyhynula během katastrofických událostí na konci křídy. Tato čeleď byla jen posledním zbytkem původně velké skupiny ptakoještěrů, která po střední křídě začala skomírat. Posléze začali ptakoještěry nahrazovat ptáci, a to buď na základě kompetice, nebo prostě díky skutečnosti, že se po ptakoještěrech otevřela volná ekologická nika. Studie z roku 2017 ukazuje, že ptakoještěři a ptáci si v druhohorních ekosystémech nutně nekonkurovali, což snižuje pravděpodobnost, že právě praptáci byli zodpovědní za výrazné snížení druhové rozmanitosti ptakoještěrů v období pozdní křídy. Objevy početných pterosauřích fosilií (několika různých druhů) z Maroka však ukazují, že ve skutečnosti mohla být biodiverzita ptakoještěrů až do samotné katastrofy na konci křídy podstatně vyšší. To potvrzují i jiné novější studie, které rovněž shledávají vysokou druhovou rozmanitost posledních ptakoještěrů z konce věku maastricht.

### Krokodýli
Z pozdní křídy je známo 10 čeledí krokodýlů či jejich příbuzných (dohromady taxon Crocodylomorpha), pět z nich vymřelo ještě v průběhu křídy před velkým vymíráním a pět se dochovalo do paleocénu. Všechny přeživší čeledi byly suchozemské nebo žily ve sladké vodě (výjimkou byli Dyrosauridae žijící rovněž v moři). Dalším společným rysem krokodýlů, kteří konec křídy nepřežili, je velikost. Vymřeli totiž všichni velcí krokodýli, jako byl například severoamerický Deinosuchus. Za přežití mohou ostatní zástupci krokodýlů vděčit zejména životu ve sladké vodě a schopnosti vytvářet si nory, obě tyto okolnosti měly zřejmě ochranný efekt před vymřením. Skutečnost, že ale přežili i mořští Dyrosauridae, lze podle některých studií přičítat tomu, že mláďata krokodýlů z této čeledi zřejmě žila také ve sladké vodě. Jelikož sladkovodní biotopy byly zřejmě zasaženy méně než mořské, tito mladí byli schopni přežít katastrofické události na konci křídy.
Podle odborné práce z roku 2020 přežili vymírání na konci křídy krokodýlovití plazi ze skupiny Pholidosauridae, jejichž fosilní pozůstatky byly dříve známé z doby o 20 milionů let starší.
Novější výzkumy nadále dokládají významnou míru vymírání u krokodýlovitých plazů, u nichž se dlouhou dobu nedařilo průběh extinkce dostatečně dobře doložit.
Některé skupiny krokodýlovitých plazů, které vymírání přežily, prošly na počátku paleocénu výraznou diverzifikací.

### Ostatní plazi
K vývojové větvi plazů mimo archosaury (zejména dinosaury, krokodýly a ptáky) patří ještě další skupiny. Hranici křída-paleogén z těchto skupin přežily mnohé želvy (Testudines), hadi (Serpentes), ještěři (Sauria), dvouplazi (Amphisbaenia), hatérie (Rhynchocephalia či Sphenodontia), ale i například vyhynulý řád Choristodera (krokodýlům podobní obojživelní plazi). Z želv konkrétně přežilo více než 80 % druhů, a to ve všech šesti původních křídových čeledích. Vymírání želv však bylo do značné míry výběrové. Podle některých výzkumů se na přelomu křídy a paleogénu přece jen odehrálo jedno ze dvou nejvýznamnějších vymírání v dějinách vývoje želv. Mnohé druhy želv z čeledi Baenidae patrně dokázaly přečkat období nejvíce ztížených podmínek a přežít přinejmenším do raného paleocénu.
Neexistují žádné důkazy, že by v této době vymírali šupinatí (hadi, ještěři, dvouplazí), ti totiž přežili zřejmě díky své malé velikosti, schopnosti se schovat do skulin a děr pod zemí a také díky přizpůsobivému metabolismu. V současnosti tvoří (počtem druhů) nejúspěšnější skupinu plazů. Některé studie naznačují, že hadi se začali brzy po katastrofě výrazně morfologicky diverzifikovat, zejména pak jejich vodní druhy.
Na úplném konci křídy žili poměrně rozšíření zástupci gavialoidů rodu Thoracosaurus, jejichž fosilní pozůstatky známe z tohoto období ze Severní Ameriky i Evropy.
Vyhynuli naopak mnozí velcí plazi žijící v moři, jako byli mosasauři (Mosasauridae) a plesiosauři (Plesiosauroidea). Tito stáli v křídě na vrcholu mořského potravního řetězce a také na konci tohoto geologického období vymřeli. Mosasauři mohli být již v mírném evolučním útlumu, ačkoliv byli stále značně rozšíření. Fosilie obřího elasmosaurida, objevené v Antarktidě na Seymourově ostrově jen 2,3 metru od hranice K-Pg, dokládají, že tito dlouhokrcí mořští plazi žili až do samotného konce křídy.
Po vymírání na konci křídy dochází k dramatickému vzestupu potravní (trofické) diverzity tehdejších hadů. Hadi v nejstarším paleogénu pak procházejí rapidní vlnou diverzifikace a nárůstu evoluční komplexity. Relativně dobře se dařilo i ještěrům z příbuzenstva recentního rodu Xenosaurus, jejichž biodiverzita byla i po vymírání značně vysoká.

### Obojživelníci
Významná evoluční radiace žab krátce po události K-Pg rovněž nasvědčuje krátkodobé a intenzivní drastické změně v globálních ekosystémech. Výzkum biodiverzity žab v období před a po vymírání K-Pg spíše nepodporuje hypotézu o masivním vymírání obojživelníků, přinejmenším na jihoamerické pevnině. Žáby zřejmě ve velké míře přežívaly zejména díky adaptaci na život ve sladkovodním prostředí, protože právě v takovýchto ekosystémech byl život zasažen relativně nejméně.

### Ptáci
Ptáci jsou obvykle považováni za jediné žijící potomky dinosaurů. Na hranici křída-terciér však vyhynuli všichni tehdejší ptáci mimo skupinu moderních ptáků (tzv. Neornithes). Konkrétně tedy na konci křídy vymírají skupiny Enantiornithes (česky „protiptáci“) a Hesperornithiformes. Podle vědecké studie z roku 2018 byly po dopadu planetky a následných celosvětových požárech vyhubeny prakticky všechny stromové druhy ptáků. Přežili naopak pouze ptáci hnízdící na zemi.
Na konci křídy spolu s dinosaury zřejmě žili i poměrně blízcí příbuzní dnešních ptáků, jako jsou například vrubozobí, hrabaví a pštrosi. Tito zřejmě přežili díky své schopnosti potápět se, plavat nebo vyhledat úkryt ve vodě a v mokřadech. Mnoho ptáků si zřejmě budovalo hnízda či doupata v dutinách stromů či v termitištích, což jim zřejmě skýtalo ochranu před nepříznivými dopady tehdejších událostí. Také přispěla skutečnost, že po vyhynutí dinosaurů se uvolnily mnohé nové ekologické niky, které někdy ptáci brzy obsadili. Podle jedné z nových teorií mohla předky moderních ptáků zachránit schopnost obratně manipulovat s rostlinnými semeny, a to za pomoci bezzubého zobáku.
Objevy ze západní Evropy (zejména z Francie a Španělska) dokládají, že před koncem křídy na tomto území žily již poměrně velké formy ptáků, a to zhruba až o velikosti dnešních pštrosů. Druhová rozmanitost „pravých“ ptáků tedy byla již před událostí z konce křídy poměrně velká.
Rozsáhlý srovnávací výzkum doložil, že relativní velikost mozku ptáků se začala výrazně zvyšovat u některých kladů (vývojových skupin) krátce po vymírání na konci křídy. Až do doby před 66 miliony let byla relativní velikost mozkovny praptáků a příbuzných neptačích dinosaurů podobná. Nejvyšší relativní objem mozkovny dnes nalezneme u papoušků a zejména krkavcovitých ptáků. Jak také ukázal výzkum, morfologická evoluce ptačích lebek se po vyhynutí dinosaurů v době před 66 miliony let dramaticky zpomalila. Celkově ale po katastrofě na konci křídy dochází k explozivní adaptivní radiaci a diverzifikaci přeživších forem ptáků. To dokládají i další biomolekulární studie, naznačující, že katastrofa na konci křídy byla pro tuto skupinu obratlovců velmi podstatnou a z hlediska evoluce přelomovou událostí.

### Savci
V průběhu hromadného vymírání na konci křídy před 66 miliony let sice velké množství savčích druhů vyhynulo (v Severní Americe to mohlo být na některých lokalitách až kolem 93 %), dostatečné množství však přežilo a na počátku paleogénu začala jejich významná evoluční radiace v nyní již uprázdněných ekosystémech. Savci začali zabírat niky uvolněné vyhynulými dinosaury a v průběhu stovek tisíc až jednotek milionů let vytvořili větší a specializovanější formy. V prvních tisíciletích až desítkách tisíc let po dopadu planetky do oblasti dnešního Mexického zálivu přežila tzv. post-apokalyptická savčí fauna, zahrnující obvykle nejodolnější formy savců. Z nich se později vyvinuli předkové všech současných savčích vývojových linií, od rejsků přes primáty až po kytovce.
Všechny hlavní vývojové linie savců přežily, včetně ptakořitných (Monotremata), vačnatců (Marsupialia), řádu Multituberculata a skupin Dryolestoidea a Gondwanatheria, stejně jako placentálové (Eutheria). Rychlý rozvoj placentálů nastal právě až po této události. Přesto i některé z jmenovaných skupin utrpěly ztráty. Většina skupin savců téměř zcela vyhynula. Konkrétně vymřeli mnozí severoameričtí vačnatci, ale také vačnatci z asijské skupiny Deltatheroida. V americkém Hell Creek na hranici křída-terciér zmizela z fosilního záznamu nejméně polovina z deseti známých multituberkulátů a všech jedenáct tamních vačnatců. Savci v době velkého křídového vymírání nedosahovali dnešních velikostí; obvykle nepřesahovali velikostí krysu. Takové rozměry jim zřejmě pomohly nejhorší období přežít v úkrytu. Navíc se uvádí, že mnozí tehdejší ptakořitní, vačnatci i placentálové byli polovodní či byli schopní vyhrabávat nory. Fosilní záznam savčích vývojových linií u hranice K-Pg je však složitější a nesvědčí jednostranně o vymírání všech těchto skupin.
Obvykle se křídové vymírání uvádí jako hnací síla následného až explozivního rozvoje a evoluční radiace savců. Pravdou však je, že hlavní evoluční linie savců vznikaly již asi 30 milionů let před koncem křídy. Na hranici křída-terciér žádné explozivní diverzifikace savců neprobíhaly, bez ohledu na to, že se po dinosaurech uvolnily ekologické niky. Podle některých studií se savci začali vyvíjet v plně denní tvory až po vyhynutí dinosaurů. Podrobná studie savčích fosilií z Montany ukázala, že k obnově biodiverzity zde dochází u této skupiny poměrně rychle (asi 320 tisíc let po dopadu planetky Chicxulub). V průběhu paleocénu se postupně znovu objevují větší placentální savci o hmotnosti kolem 20 kilogramů (primitivním kopytníkům podobný druh Periptychus carinidens). Studie savčí DNA dokazuje, že placentálové byli od počátku přizpůsobení spíše životu v temnotě, což podporuje scénář jejich života „ve stínu“ dinosaurů. Placentálové byli po celou dobu druhohor pouze nočními zvířaty, která nemohla za dne přímo konkurovat dinosaurům.
Další výzkumy dokládají, že k obnově savčí biodiverzity došlo i přes destruktivní charakter vymírání poměrně brzy – řádově jen několik stovek tisíciletí po dopadu planetky Chicxulub. Zhruba 700 000 let po dopadu již na území Colorada chodili savci o hmotnosti kolem 50 kg (rod Ectoconus z řádu Condylarthra). První velcí savci, jako byl až 650 kg vážící pantodont rodu Barylambda, se objevují až zhruba 6 milionů let po katastrofě na konci křídy.
Další výzkumy ukazují, že v průběhu vymírání byly nejvíce postiženy ty druhy savců, které sídlily převážně ve stromovém patře. Větší šanci přežití měly druhy sídlící na zemi, podobně jako tomu je v případě tehdejších ptáků.
Savci, kteří přežili vymírání na konci křídy, se na počátku paleogénu začali relativně rychle rozrůzňovat a rozvíjet. Nejdříve se ale zvětšovaly pouze jejich tělesné rozměry, teprve později se začal úměrně zvětšovat i mozek těchto savců.
Výzkum v sedimentech souvrství Fort Union, navazující na formaci Hell Creek dokládá, že v průběhu prvních 900 000 let po vymírání prošla savčí fauna významným vývojem, kdy druhově málo rozmanitá „post-apokalyptická“ fauna přešla postupně v rozmanitější s tím, jak se podmínky v ekosystémech pro další evoluci savců zlepšovaly.
Po vyhynutí dinosaurů se savci rychle vyvíjeli a mnohé jejich formy začaly rychle růst a umíraly v relativně mladém věku. Savci si již před dopadem planetky vytvořili lepší šance na přežití díky rozšíření se do nových nik, rozvojem biodiverzity a rozvojem adaptací pro snášení dlouhého období nepohodlí (hladu, zimy, apod.) Relativně rychlou evoluční radiaci savců po katastrofě K-Pg přitom nelze vysvětlit pouhou expanzí do různých velikostních kategorií. Podrobnější výzkum některých lokalit na území Montany pro prvních zhruba 28 000 až 300 000 let po katastrofě dokládá, že fáze katastrofické fauny a „uzdravující se“ fauny lze rozdělit do detailnějších pod-etap v závislosti na tom, jak se na těchto lokalitách střídaly oportunistické druhy a jak se postupně ustavovaly nové ekosystémy.

### Ryby a paryby
Z konce křídy existuje dobrý fosilní záznam čelistnatých ryb a informace o jejich vymírání jsou tedy poměrně spolehlivé. Co se týče paryb, 80 % žraloků a rejnoků přežilo. Z kostnatých ryb (Teleostei) vymřelo jen 10 % čeledí. Na ostrově Seymour nedaleko Antarktidy bylo odkryto poblíž rozhraní K-T množství fosilií ryb naznačujících, že zde došlo k masovému vymření. Spekuluje se, že ryby procházely určitou formou stresu a události na konci křídy urychlily jejich vymření. Přesto se zdá, že mořské a sladkovodní prostředí, v němž ryby žijí, jaksi dopady vymírání mírnilo. Naopak paprskoploutví dominují od té doby oceánům. Jiný výzkum ukázal, že evoluční radiaci karchariniformních („moderních“) žraloků na počátku paleogénu nejspíš odstartovalo právě vymírání na konci křídy. Evoluční radiace mořských ryb byla po vymírání na konci křídy v některých případech velmi rapidní.
Výrazný zásah do ekologie ryb představovala katastrofa přesto, že zatím neznáme přímý důkaz o výrazné míře vymírání kostnatých ryb na mnoha místech světa. Důkazem by však mohl být výzkum otolitů a dalších fosilií, který dokazuje, že k výrazné diverzifikaci některých skupin ryb došlo až po vymírání, kdy byly uvolněny mnohé ekologické niky vyhubenými druhy dříve dominantních nebo prosperujících taxonů.
Studie publikovaná roku 2020 ukazuje, že k velké vlně vymírání mezi mořskými živočichy došlo na území dnešního Mexického zálivu již v době před 77 miliony let, 11 milionů let před dopadem planetky Chicxulub.
Některé výzkumy naznačují, že žraloci nebyli vymíráním výrazně postiženi, a to ani na úrovni celkové biodiverzity. Důvodem může být jejich odolnost proti změnám prostředí a především pak jejich globální rozšíření. Další výzkum dokládá, že paryby utrpěli podstatně závažnější měrou a zmizelo kolem 62 % jejich biodiverzity (a přes 72 % u rejnoků a durofágních druhů).
Výzkum ve Willstonské pánvi v Severní Dakotě ukázal, že již asi 1 500 až 2 500 let po dopadu planetky existovala na území tohoto dnešního státu bohatá a zdravá sladkovodní společenstva – to dokazuje objev fosilie velkého jedince kostlína (o délce asi 1,5 metru), získaný z vrstvy pouze 18 cm nad jílovou vrstvičkou K-Pg.

### Bezobratlí

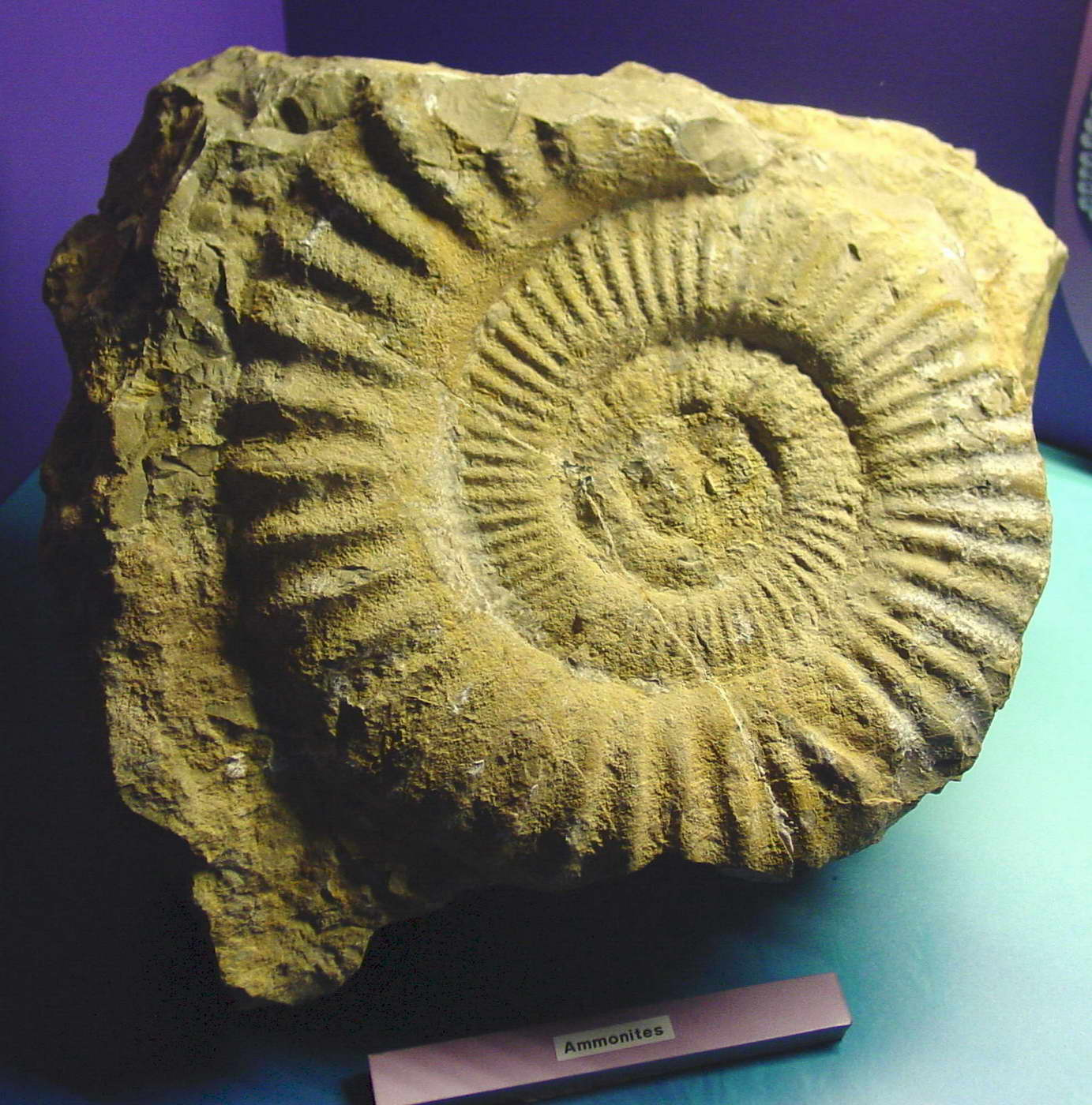
Fosílie amonita

Důkazy o vymírání u jednotlivých skupin bezobratlých v moři jsou velice různorodé a nejednoznačně vypovídající. Velký vliv má i skutečnost, že z této doby máme nedostatek fosilních nálezů mnohých skupin bezobratlých, což zkresluje samotnou míru vymírání. Existují i nepřímé důkazy o vymírání suchozemského hmyzu.
U různých skupin tak opět vědci dochází k různým výsledkům. Fosilní záznam lasturnatek (Ostracoda, třída korýšů) se například na počátku třetihor výrazně snížil, ale není známo, zda to je způsobeno vymíráním v průběhu nebo přímo na konci křídy. U korýšů ze skupiny desetinožců je vzorec vymírání mozaikovitý a spletitý – patrně přežívaly spíše populace se štěstím na vhodná refugia a dostatek potravy. Dále je známo, že na rozhraní K-Pg vymřelo až 60 % druhů větevníků (Scleractinia, skupina korálnatců) z pozdní křídy. Utrpěly zejména koloniální druhy žijící v teplých tropických mořích, vymřelo jich až 98 % z celkového počtu. Tyto druhy zřejmě doplatily na svou symbiózu s fotosyntetickými řasami, které v podmínkách křídového vymírání pravděpodobně náhle ztratily přístup ke světlu. Ve fosilním záznamu ubylo i mnoho ostnokožců (Echinodermata) a mlžů (Bivalva). Naopak většina ramenonožců (Brachiopoda) rozhraní K-T přežila.

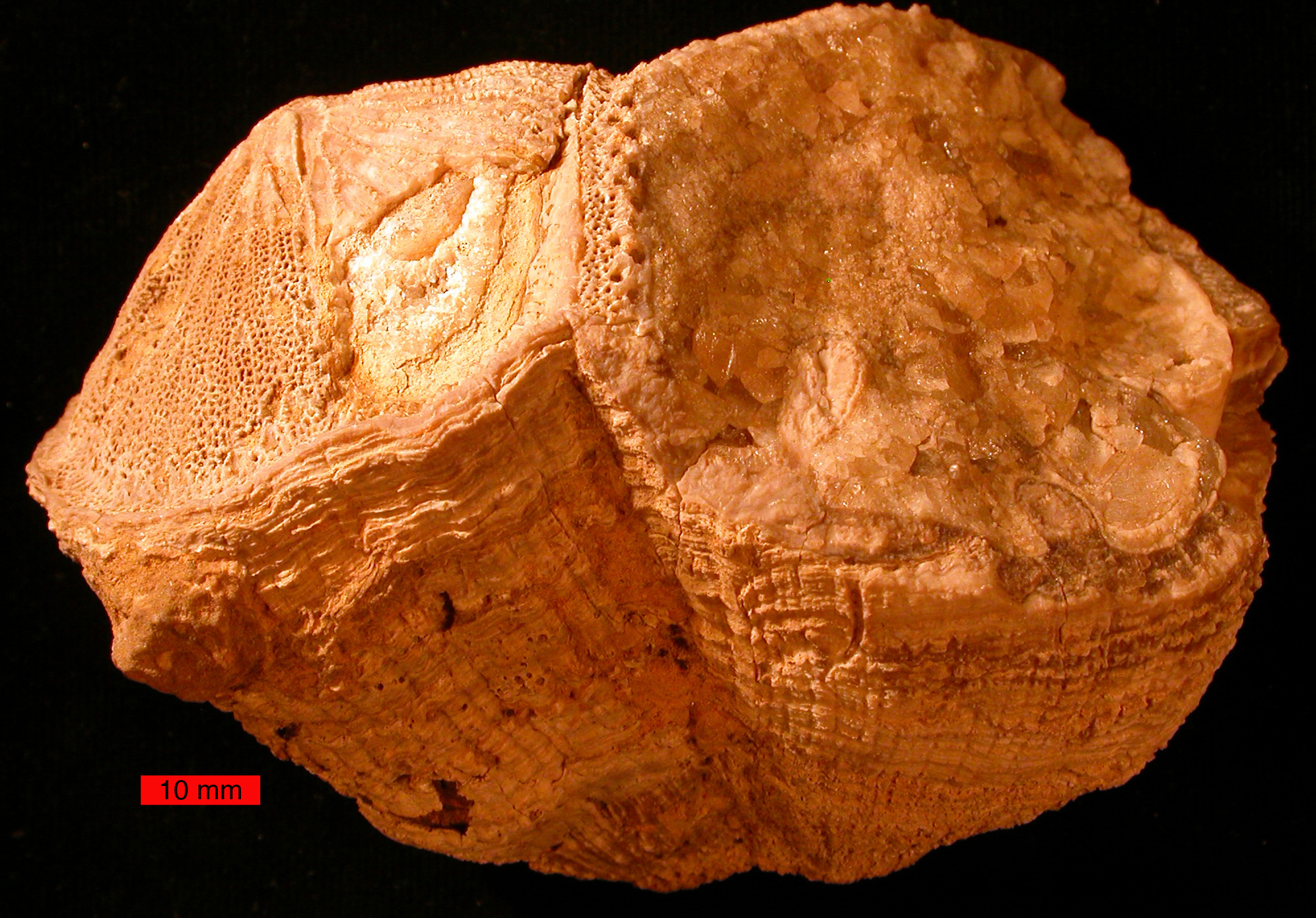
Rudisti z pozdní křídy, Spojené arabské emiráty. Měřítko označuje délku 10 mm

 Vymřeli také všichni tehdejší hlavonožci (Cephalopoda) vyjma čtyřžábrých (Nautiloidea, zejména dnešní loděnky) a dvoužábrých (Coleoidea, chobotnice, sépie). Konkrétně to znamenalo konec například pro belemnity (Belemnoidea) a amonity (Ammonoidea). Zvláště amoniti zřejmě doplatili na svou strategii rozmnožování, při němž kladou velké množství drobných vajíček, z nichž se líhnou planktonní larvy. Takové larvy pravděpodobně nepřežily události na konci křídy (naopak ti dvoužábří, kteří přežili, kladli vajíčka mnohem větší).
Vymřelo také až 35 % rodů ostnokožců (Echinodermata), a to zejména těch, které žili v mělkých vodách v nižších zeměpisných šířkách. Důvodem jejich vymizení byl pravděpodobně fakt, že v té době došlo k potopení útesů z uhličitanu vápenatého, v nichž tyto skupiny ostnokožců žily. Vymřeli však také někteří mlži: například rudisti (Hippuritoida, skupina podílející se na vzniku útesů) a inoceramidi (Inoceramidae, příbuzní dnešních hřebenatek).
Vymírání suchozemského hmyzu na konci křídy bylo zkoumáno nepřímo, a to určováním poškození zkamenělých listů rostlin býložravým hmyzem. Ze vzorků ze 14 míst v Severní Americe vyplývá, že zatímco před vymíráním byla diverzita listožravého hmyzu vysoká, na začátku třetihor (dokonce ještě 1,7 milionu let po extinkci) byly listy napadené hmyzem jen velmi málo. Z toho se tedy usuzuje vymírání hmyzu. V říjnu roku 2013 byla publikována studie, která naznačuje, že několik vývojových linií včel (taxon Xylocopinae) zřejmě čelilo na konci křídy rozsáhlému vymírání.

### Plankton
Na přelomu křídy a terciéru došlo k dramatické změně ve fosilním záznamu různých drobných zástupců nanoplanktonu se schránkami z uhličitanu vápenatého, které do té doby vytvářely velké křídové usazeniny na dně moří. Tento obrat je zřetelný především na úrovni jednotlivých druhů. Zato změny v biodiverzitě obrněnek (Dinoflagellata) tak zřetelné nejsou: důvodem je zřejmě skutečnost, že fosilizace jsou schopné pouze jejich cysty, ale ne všechny obrněnky cysty vytvářejí. Některé studie ukazují, že obrněnky přežily konec křídy bez větší úhony. Mřížovci (Radiolaria) na tom byli podobně. Naopak u rozsivek (Diatoma) se vymírání dotklo až 46 % všech druhů. Další skupinou jsou dírkonošci (Foraminifera), u nichž, ač byli již od třicátých let 20. století podrobně zkoumáni, nepřinesl výzkum jednoznačný výsledek. Dosud se totiž diskutuje, zda dírkonošci na konci křídy skutečně masově vymírali. Výzkum lipidů a dalších biotických markerů v mořských sedimentech na Novém Zélandu dokládá, že mořské ekosystémy byly dopadem značně postiženy a jejich obnova trvala déle než obnova suchozemských ekosystémů.

### Rostliny
Celkově se dá konstatovat, že rostlinná společenstva byla postižena poněkud méně než živočišná, přesto i u rostlinné skladby většiny ekosystémů nastaly po katastrofě K-Pg značné změny. O rozpadu rostlinných společenstev na hranici křída-terciér je k dispozici velké množství důkazů. Míra těchto událostí však byla v různých částech světa odlišná (například v jižních částech Jižní Ameriky patrně nebyla tak signifikantní a intenzivní, jako na severní polokouli). V Severní Americe došlo pravděpodobně k masivní devastaci rostlinných společenstev a k vymírání rostlinných druhů, ačkoliv k určitým změnám tam ve flóře docházelo i před samotným vymíráním. Udává se, že na tomto světadílu vymřelo asi 57 % rostlinných druhů. Naopak v jižních zeměpisných šířkách, například na Novém Zélandu a v Antarktidě, sice krátkodobě odumřela vegetace, ale z dlouhodobého hlediska nemělo vymírání na konci křídy na tamější rostlinnou biodiverzitu velký vliv.
Mezitím vzniklé situace rychle využily saprotrofní organismy, jako jsou houby, které nefotosyntetizují a tedy nepotřebují sluneční záření, nýbrž jen organické látky v půdě. Tento stav však trval pravděpodobně jen pár roků, než se atmosféra vyjasnila a ke slovu se opět nedostaly rostliny. Došlo k postupné ekologické sukcesi, a to zpočátku zejména různými kapradinami. K podobné události, tedy k osídlení zničené půdy v první řadě kapradinami, došlo i v nedávné minulosti při výbuchu sopky Mount St. Helens v roce 1980. Výzkumy ukazují, že kapradiny sehrály nezastupitelnou roli po odeznění nejhorších důsledků impaktu, kdy stabilizovaly půdní podmínky a umožnily další sukcesi i kompetici jiných rostlin.
Výzkum v oboru molekulární biologie také potvrdil, že rovněž symbiotické organismy lišejníky si po katastrofě na konci křídy vedly relativně dobře. Navzdory očekávání (předpokladem bylo, že jako fotosyntetizující organismy měly ve světě tmy po dopadu problémy) totiž dochází právě v době před 66 miliony let k jejich výrazné diverzifikaci.
Evoluční vznik skupiny bobovitých (Fabaceae) je pravděpodobně úzce spjat s transformací globální vegetace právě po hromadném vymírání na konci křídy před 66 miliony let.
Klíčovou roli pro přežití vodních řas měla pravděpodobně schopnost přejít dočasně k jinému způsobu získávání potravy (konkrétně k mixotrofii a heterotrofii), než se potravní řetězce v oceánech zhruba po 2 milionech let od dopadu obnovily.
Výzkum pylových zrn z období přelomu křídy a paleogénu na území kanadského Saskatchewanu ukazuje, že po vyhynutí býložravých dinosaurů se začalo výrazně dařit lesním porostům.
Výzkumy ukázaly, že deštné pralesy se začaly na některých místech světa vyvíjet krátce po katastrofě na konci křídy, kdy pralesní společenstva založená zejména na nahosemenných rostlinách relativně rychle vystřídala společenstva s výraznou převahou krytosemenných rostlin.
Výzkumy spor nahosemenných rostlin v hraničních vrstvách mezi křídou a paleogénem ukazují, že v průběhu vymírání na konci křídy dochází k významným změnám v druhovém složení společenstev jehličnatých dřevin. Dosud početné a rozsáhlé porosty nahosemenných dřevin tropického rázu zde v relativně rychlém sledu vystřídá bažinná dřevina rodu Glyptostrobus (což svědčí o velmi výrazných změnách v ekosystémech).

### Bakterie
V kráteru se na dlouhou dobu vytvořily podmínky pro existenci mikrobiálního života, závislého na hydrotermálním prostředí. V dutině kráteru se vyskytovaly hypertermální podmínky s teplotou v rozmezí 300 až 400 °C, což mohlo představovat velmi dobré podmínky pro rozvoj termofilních mikroorganismů. V kráteru se relativně krátce po dopadu vytvořily podmínky velkého hydrotermálního jezera s teplotou vody kolem 70 °C, kde se brzy začalo dařit „katastrofové biotě“ – mikroskopickým extrémofilům. Tyto podmínky mořná přetrvaly po dobu 1,5 až 2,5 milionu let po dopadu. Podle jiných odhadů trvaly striktně hydrotermální podmínky na dně kráteru jen více než 105 let.

## V beletrii
Téma vyhynutí dinosaurů a dalších organismů na konci křídy bylo mnohokrát zpracováno i v literatuře typu beletrie. Příkladem může být román Vesmírné koráby sovětského paleontologa Ivana Antonoviče Jefremova z roku 1944. V české literatuře byly o tomto tématu publikovány například knihy Poslední dny dinosaurů z roku 2016, Velké vymírání na konci křídy (2017) nebo Poslední den druhohor (2018) od publicisty a popularizátora paleontologie Vladimíra Sochy.